# 謄写版

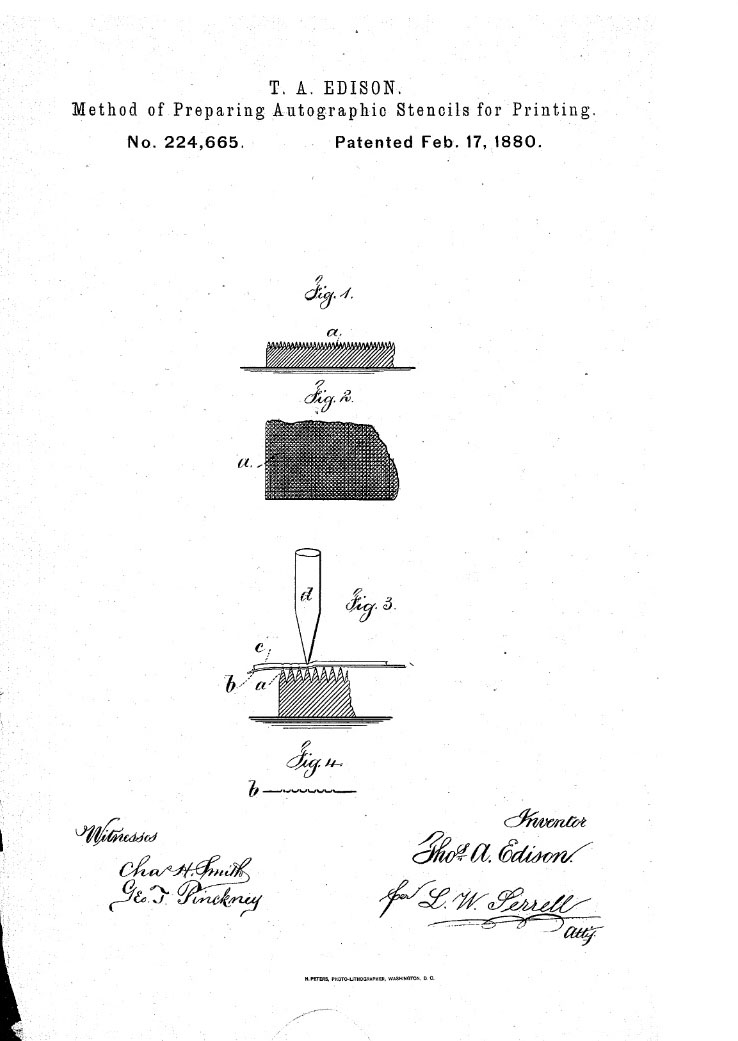
エジソンが1880年に発明した米国特許第224665号の図版部。1876年の特許第180857号「オートグラフィック印刷」のうち製版方法を「鉄筆とヤスリ盤を用い原紙に製版する」形へ改めたもので、謄写版の技術が確立した（1880年2月17日付、米国特許局）

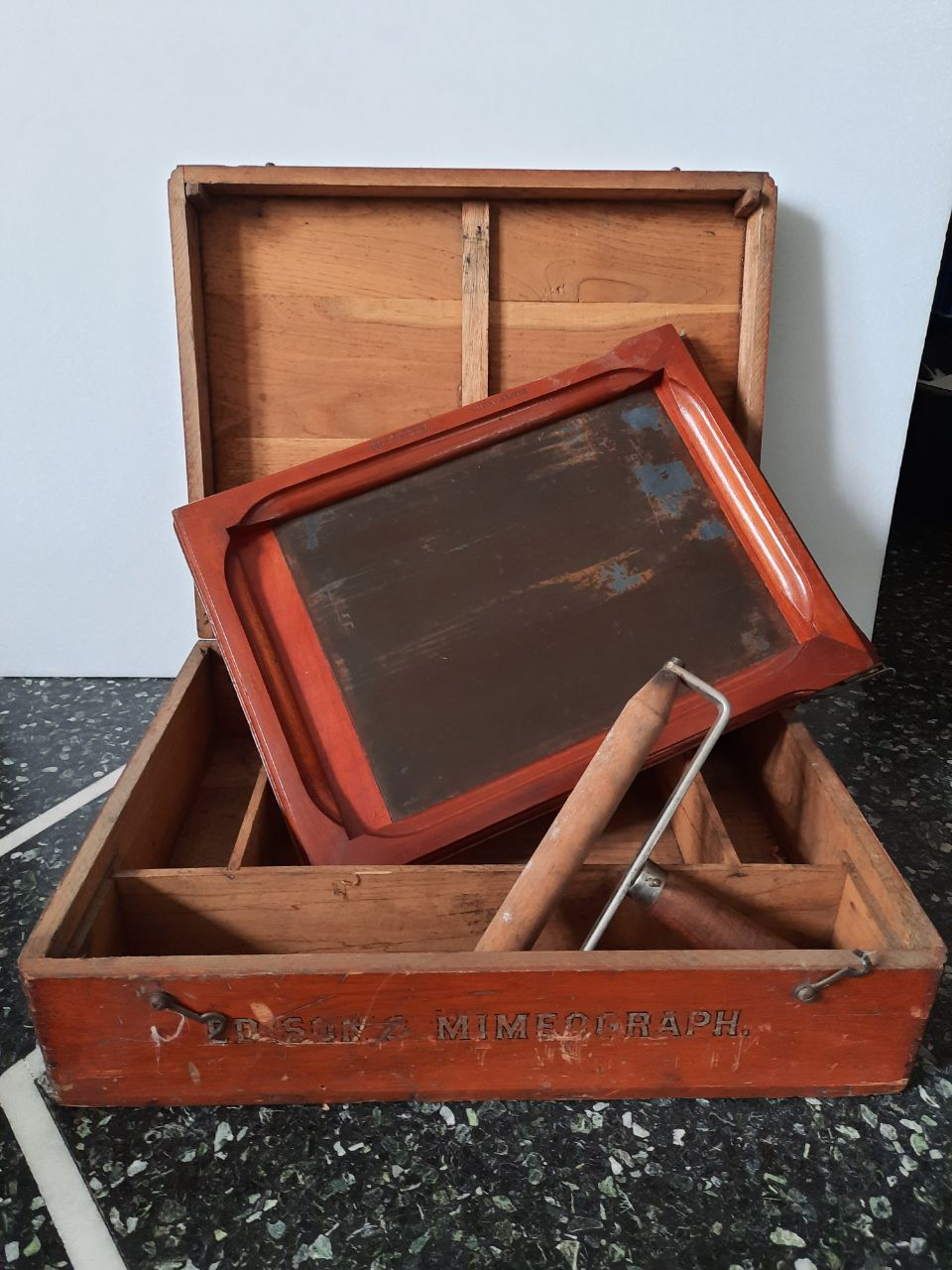
エジソンとライセンス契約を結んだアルバート・ブレイク・ディックが商品開発し1887年に発売を開始した「エジソン＝ミメオグラフ」。自身の製材業経験を生かし木箱に木製の謄写器のほか、鉄筆、ヤスリ盤、ローラーなどの一式を収めたセットで、日本の堀井謄写堂など各国の後発メーカーも揃ってディックを模倣した。

謄写版（とうしゃばん、英語:Mimeograph、フランス語:Miméographe、ドイツ語:Mimeographie、ロシア語:Мимеограф、中国語:油印）は、印刷方法の1つ。孔版印刷の1種である。日本では俗にガリ版（がりばん）ともいう。

## 概要
米国の発明家、トーマス・エジソンが1875年に謄写器（印刷器）を、1880年に製版方法をそれぞれ発明して確立した印刷技術である。孔版印刷技法の中でも、版である原紙と、版を謄写器に保持するスクリーンで構成されている点が最大の特徴である。
エジソンのライセンス供与を受けた米シカゴのA・B・ディック社が商品開発にあたり、1887年に「ミメオグラフ」として発売。19世紀末には欧米を中心に模倣品を含め世界中で爆発的に普及した。さらに原紙およびスクリーンを共に回転させることで印刷を自動化した輪転謄写機(1898年)をはじめとする製版・印刷技術の進歩に支えられ、1960年代以降の事務用PPC複写機普及まで、1世紀近くにわたって軽印刷の代表的印刷技法として広く用いられた。
後に誕生したシルクスクリーン印刷や、シルクスクリーン印刷の一種で製版方法を簡便にした理想科学工業製「プリントゴッコ」やデジタル孔版印刷機（理想科学工業製「リソグラフ」シリーズ、デュプロ製「デュープリンター」シリーズなど）と混同されることが多いが、これらは謄写版における原紙とスクリーンの機能をメッシュ（マスター）として一つに統合しており、謄写版とは異なる印刷技法である。

### 原理

#### 製版
製版は、パラフィン、樹脂、ワセリン等の混合物を塗り乾かした薄葉紙、あるいは可塑性ニトロセルロースのワックスを浸潤させた不織紙などで作られた「ロウ紙（ロウ原紙）」と呼ばれる原紙（stencil）を、専用の金属製あるいはプラスチック製のヤスリ盤（鑢盤、textured backing plate）の上に載せ、先の尖った棒やヘラ状の金属を木の軸に固定した鉄筆（stylus）で強く押し付けて行われる。鉄筆でヤスリに押しつけられた原紙のワックスは、ヤスリ目の形に削られてインクが透過する微細な穴を構成する。
ヤスリ盤上の原紙に鉄筆を走らせる際の擬音から、日本では謄写版を「ガリ版」と俗称した。製版作業は「原紙を切る」（cutting a stencil）あるいは「ガリを切る」などと呼ばれた。
タイプライターで直接原紙に打刻することで、活字による鮮明な版を作る手法（タイプ印刷）も一般的に行われた。放電式製版機（謄写ファックス。「トーシャファックス」とも表記される）においては、ヤスリ目の代わりに放電により同様の微細な穴を形成させる。資器材の流通が滞るようになった謄写版の最末期には、謄写ファックスより画質が落ちるものの、コンピューター用のドットインパクトプリンターを使用し、タイプライター用原紙に打刻製版する代用手法も一部で行われた。

#### 印刷
印刷を行う謄写器は、絹製のスクリーンを張った木枠が刷り台にヒンジで取り付けられている。枠をはね上げてスクリーンの刷り台側に原紙を固定したのち、用紙をセットした刷り台に接するよう下ろし、スクリーン上からインクを付けたローラーを移動させ圧着させることで、インクが原紙の穴を透過して紙に転写される。
輪転謄写機においてはドラムまたはローラーと連動するスクリーン（単胴式にあってはインクパッド）に原紙を取り付け、ドラムやローラーからスクリーン側にインクを供給しながら紙に圧着回転させることで同様の転写が行われる。最初に考案された単胴式（Single-drum machine）はドラム内にインク供給機構があり、構造が比較的単純でドラムを交換するだけで違う色のインクが扱える。2本のローラーでインクを伸ばしながらスクリーンに供給する複胴式（Dual-drum machine）はむらの少ない安定した印刷ができる利点がそれぞれにある。
- ロネオ社やA・B・ディック社に代表される単胴式は、金属メッシュなどで構成されたドラム表面に固定したインクパッドにドラム内部から直接インクを供給して転写する。
- ゲステットナー社に代表される複胴式は、1つのローラーがチューブからインクをすくい取り、それに接するもう1つのローラーがインクを均一に伸ばしつつ、その上を連動回転するスクリーンにインクを供給して転写する。

初期のインクはラノリンを主体につくられたが、のちにターキーレッドオイルを使用した水中油滴エマルジョンが主体となった。版の耐久度は、薄い金属箔を用いた特殊な原紙を除いて比較的低く、一般的に数百枚程度の印刷で、線に囲まれた文字内の小さな「島」部分（a、b、d、e、gなど）の原紙ワックス部分が剥落するなどして印刷品質が突然極度に低下し、事実上印刷不能となる。

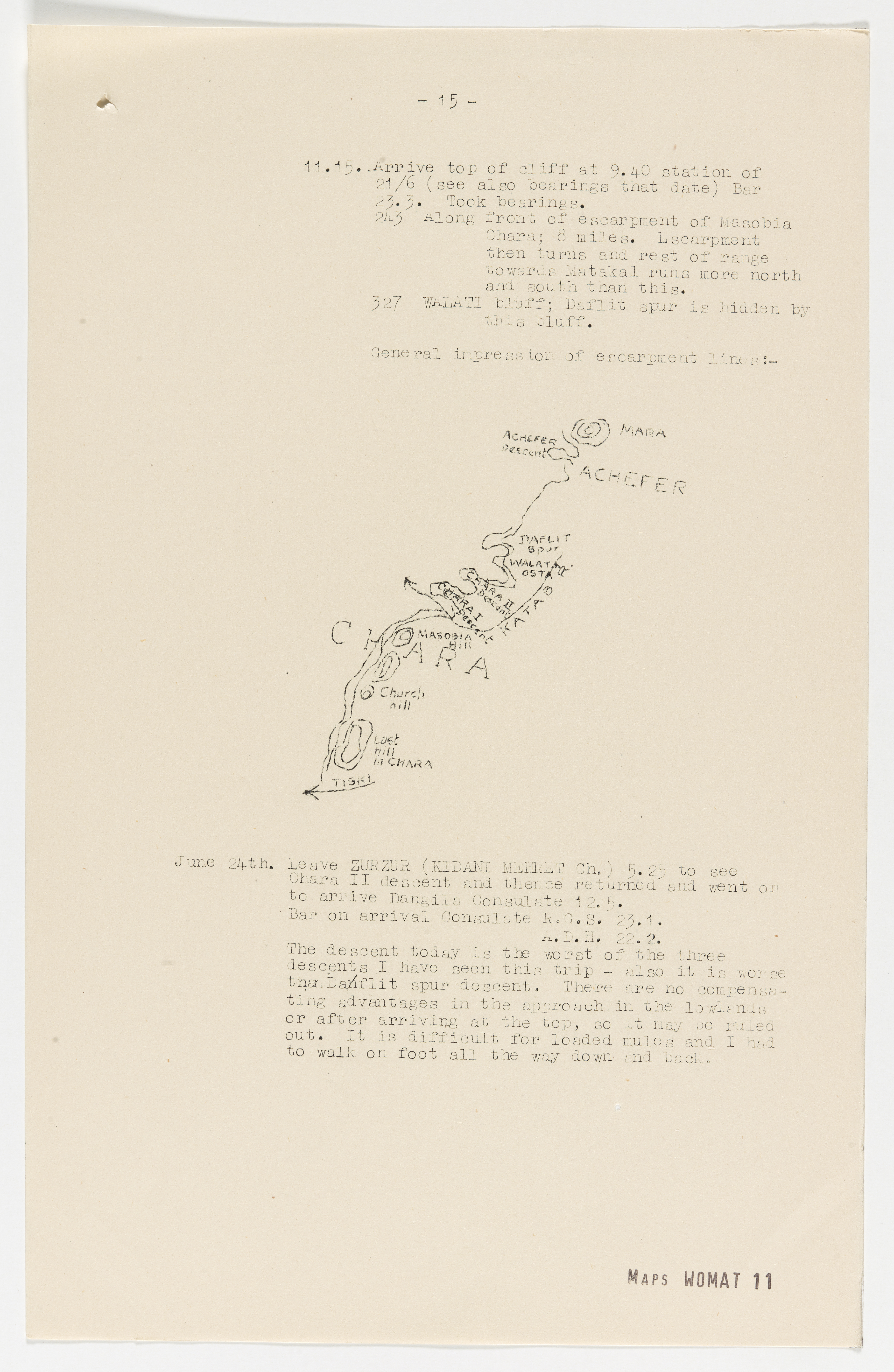
謄写版印刷の例。英陸軍士官で冒険家のロバート・アーネスト・チーズマンが1930年から1931年にかけて行ったアフリカでの調査の行路報告書（部分）。本記をタイプライターで、図表を鉄筆で製版している（大英博物館）
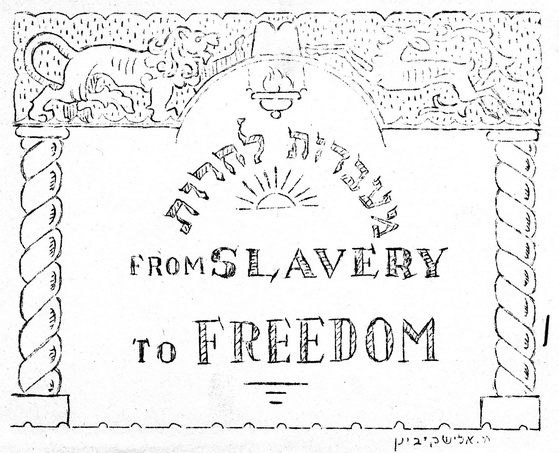
鉄筆による手製版の例。第二次世界大戦中の英陸軍ユダヤ人旅団に従軍した兵士が過越祭のために作成したハッガーダーの表紙（1945年）
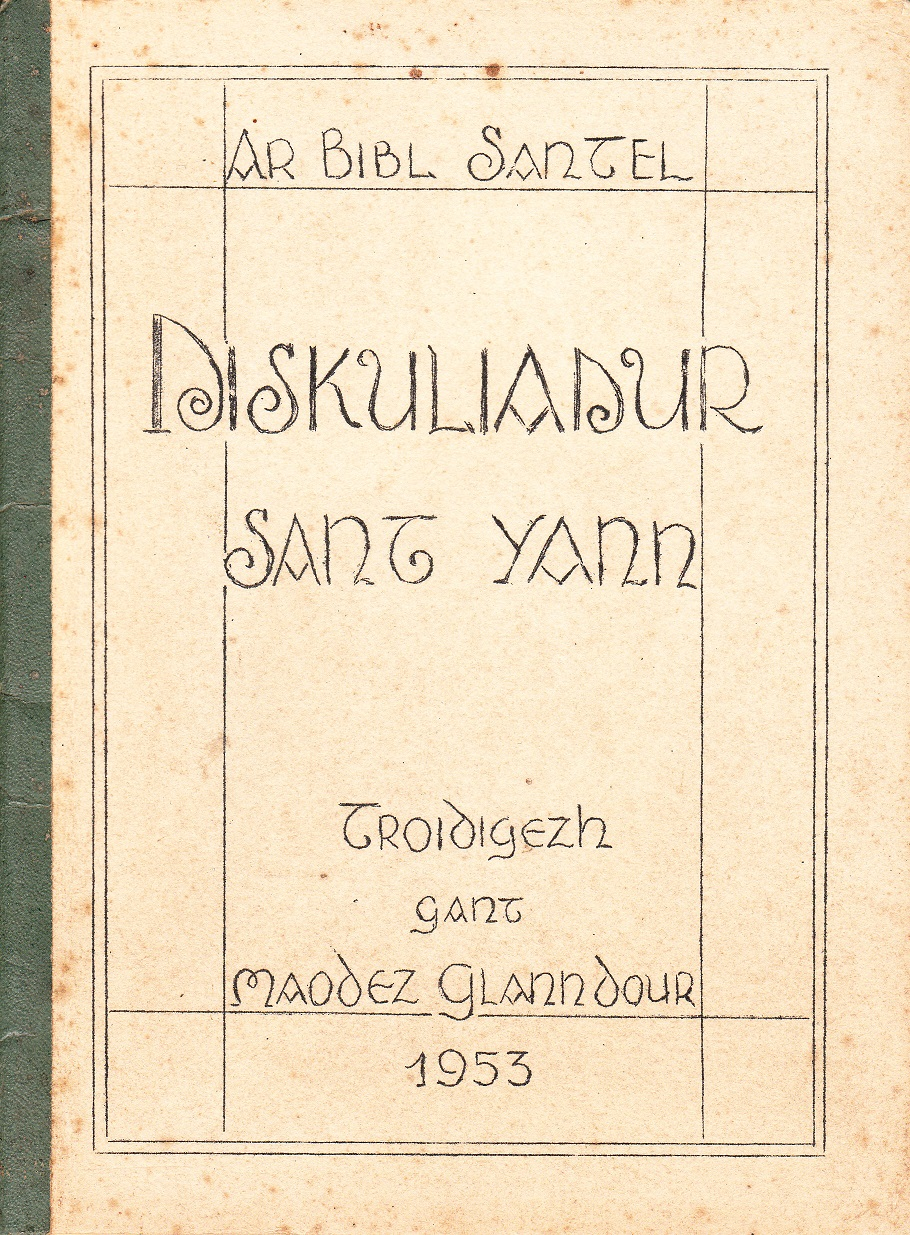
鉄筆による手製版の例。フランスのカトリック司祭で作家のマオデス・グランドゥール（Maodez Glanndour）が少数言語のブルトン語に翻訳出版した「ヨハネの黙示録」表紙（1953年）
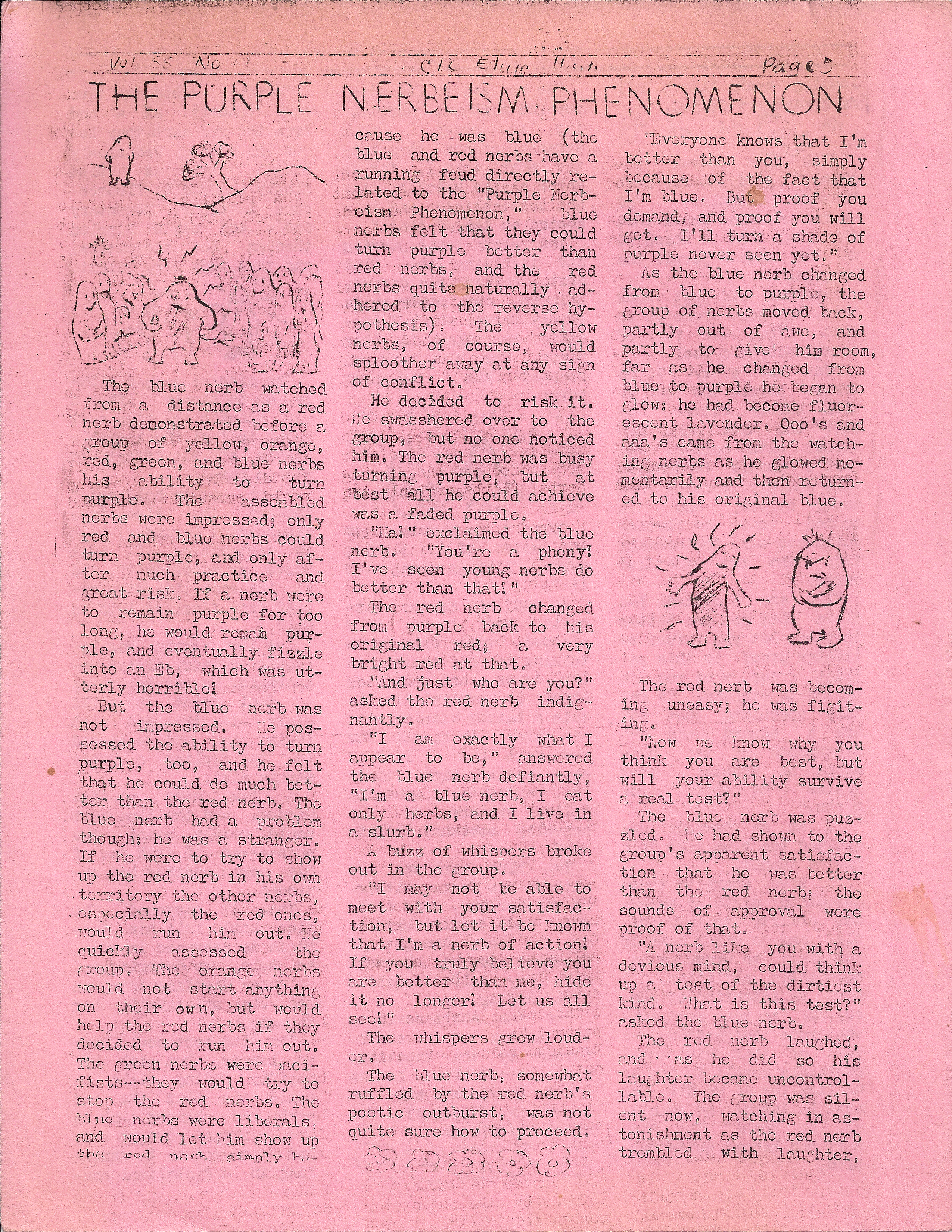
見出しやイラストを鉄筆で、記事本記をタイプライターで製版した例（1974年、米ワシントン州クレエラム高校）
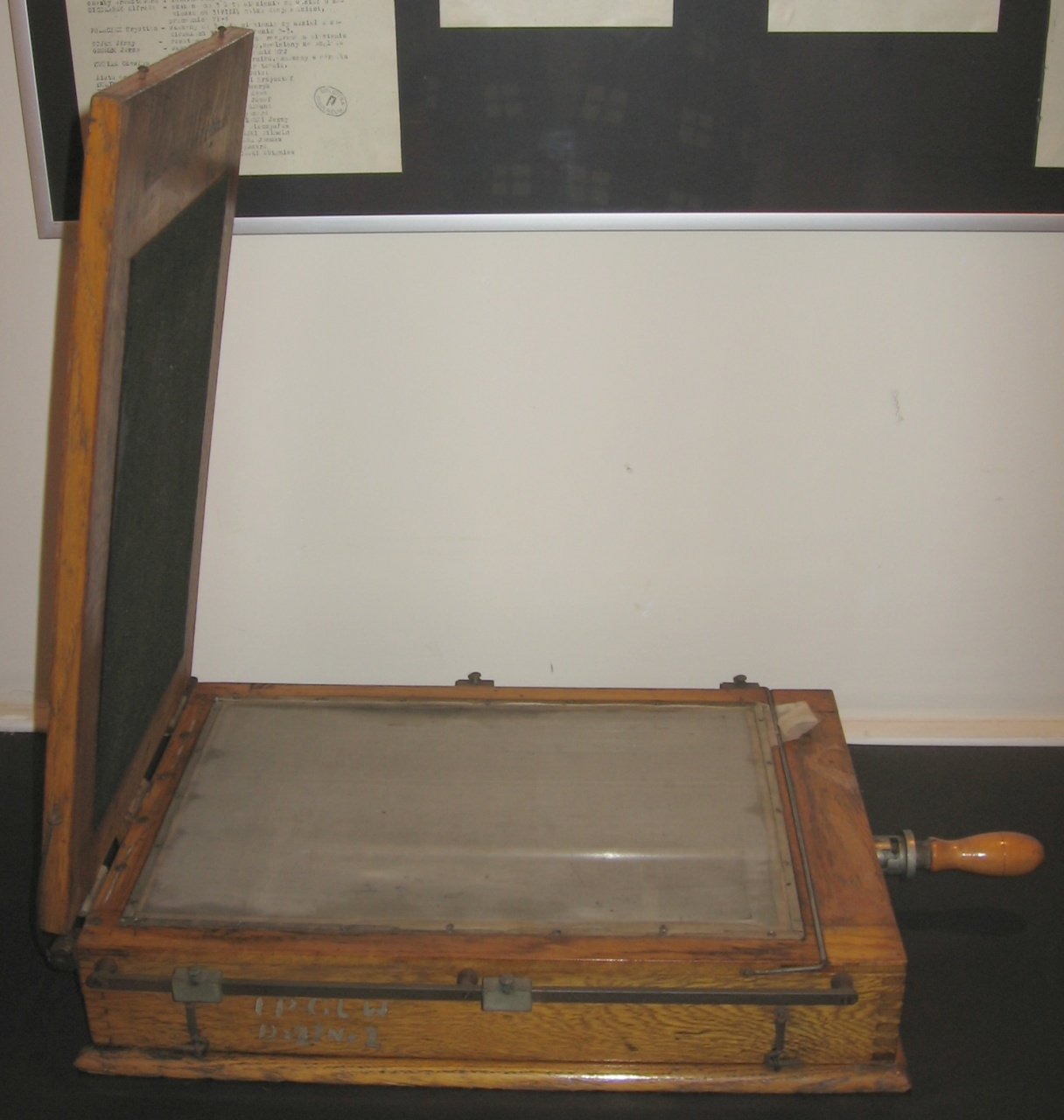
1981年に始まった戒厳令下のポーランドで、自主管理労組「連帯」メンバーが地下活動に使用した謄写器。「ヴロツワフの枠」と呼ばれた。
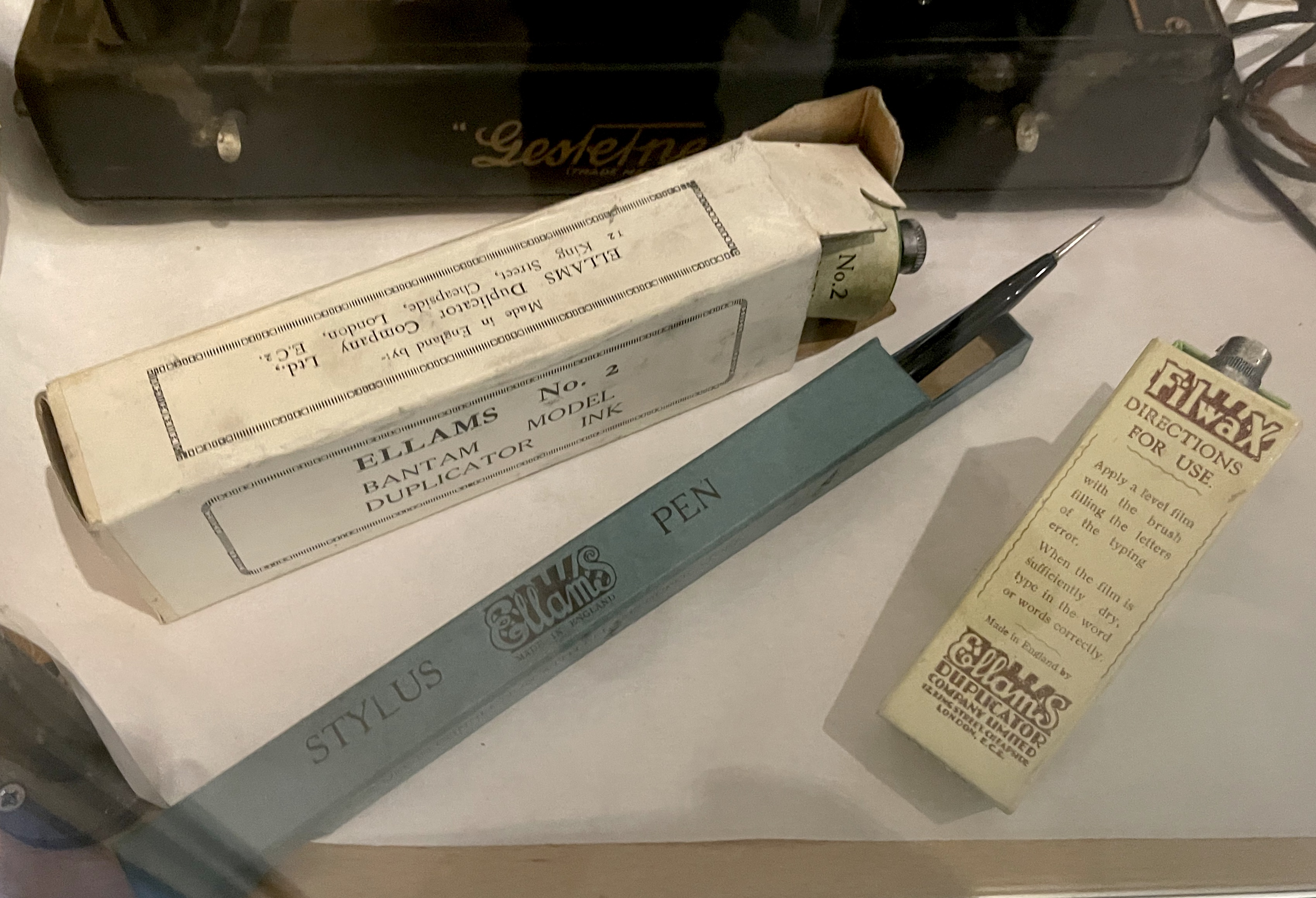
イギリスの謄写器メーカー・エラムス製のインク、鉄筆、修正液（左から）。ナチス・ドイツ占領下のノルウェーでレジスタンスが地下新聞の印刷に使用していたもの（ノルウェー・ベルゲンフス要塞博物館）
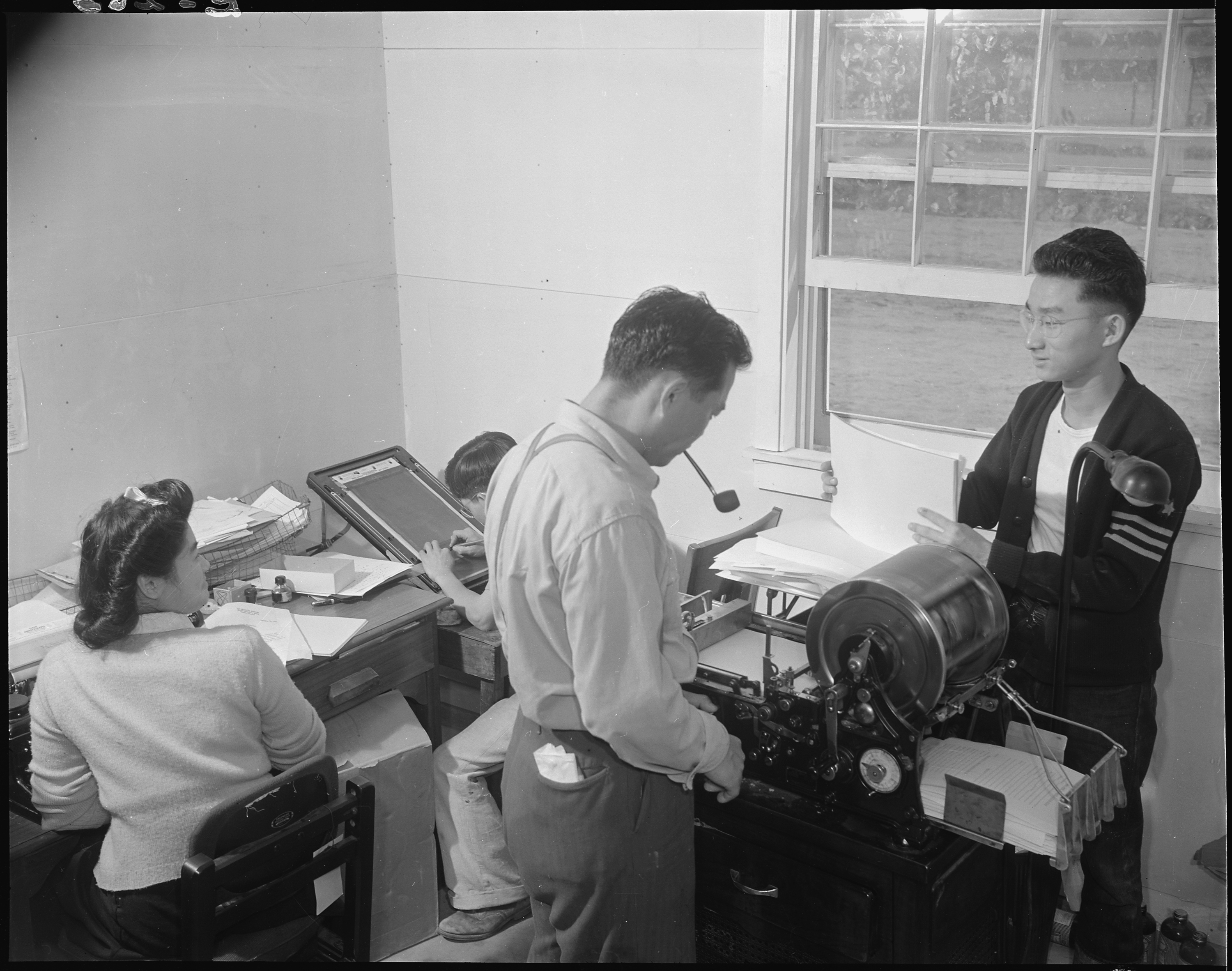
謄写版の製版・印刷作業風景。4人の担当は左から、タイプ製版、ヤスリ盤と鉄筆による手製版、電動輪転謄写機の操作、印刷用紙の補充（1942年、米アーカンソー州ジェローム戦争移住センター、米国国立公文書記録管理局）
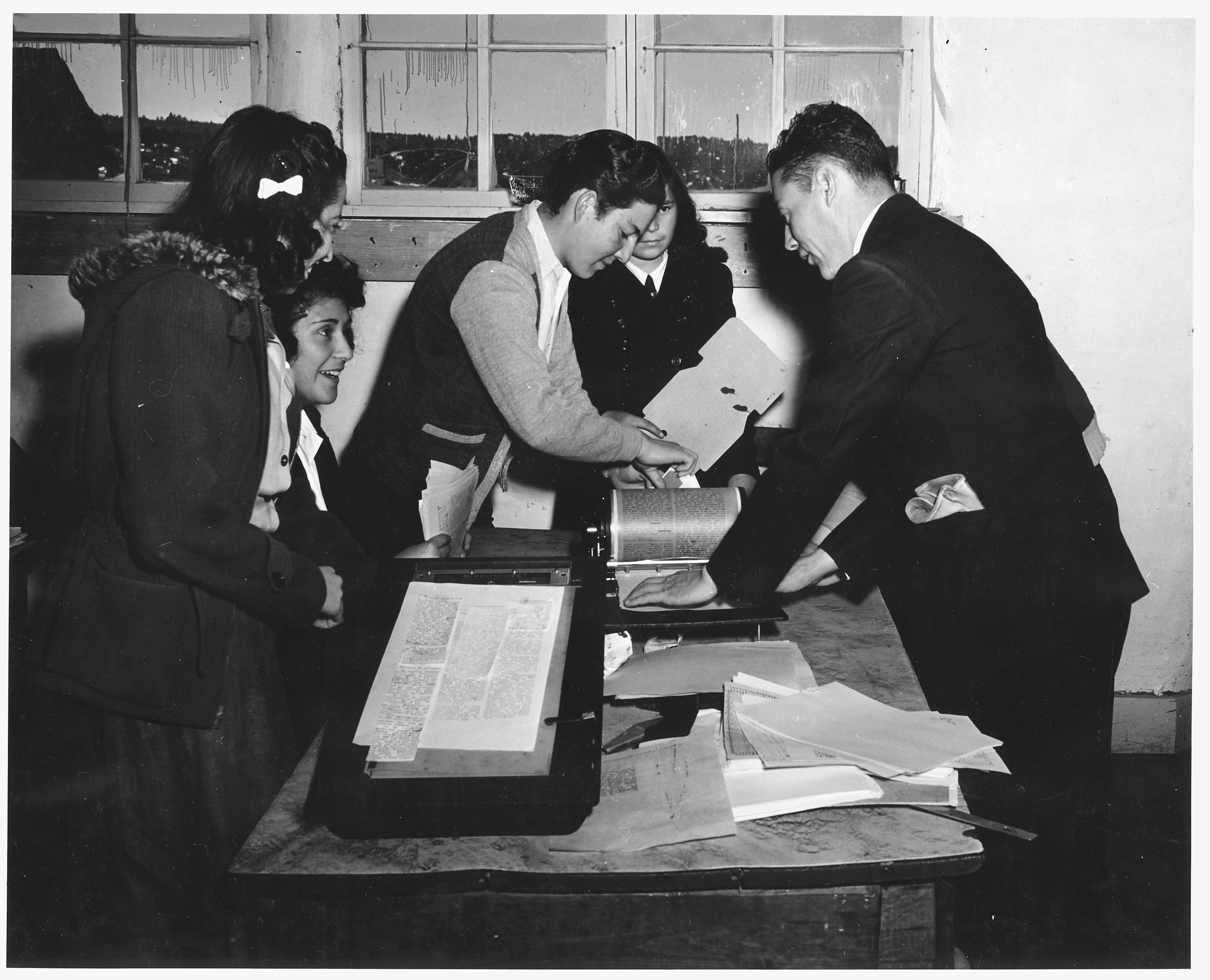
製版が終わった原紙を単胴式輪転謄写機のインクバッドに取り付ける（1941年、米ニューメキシコ州ペナスコ高校、米国国立公文書記録管理局）
単胴式の電動輪転謄写機で印刷を行う。ドラムの手前側には回転動力を伝達するプーリーとゴムベルトが見える（1943年、米ユタ州トパーズ戦争移住センター、米国国立公文書記録管理局）

## 歴史

### 前史
欧米でヘクトグラフ（コンニャク版、1869年開発）やオフセット印刷（1875年開発）などの新しい印刷技術が次々と生み出されていたさなかの1874年、ロンドンに留学中のイタリア人法学生、エウジェニオ・デ・ズッカート（Eugenio de Zuccato）が考案し商業化された「パピログラフ」（Papyrograph）が謄写版の始まりとされる。パピログラフは、ニスを塗った紙に腐食性のインクを用いたペンで描画することで製版を行うもので、ズッカートはさらにタイプライターを用いて同様の原理で製版する技術について、1895年に米国特許を取得した。
米国の発明家、トーマス・エジソンは1875年、「エレクトリック・ペン」を使用する製版印刷技術「オートグラフィック印刷」（Autographic Printing）を開発し、1876年8月8日付で米国特許（第180857号）を取得した。これは湿式電池を電源として駆動するペンの先端から、毎秒50往復の速度で射出される針によってワックスを塗布した原紙を穿孔して製版するものであった。
印刷方法については、蝶番で取り付けられた跳ね上げ式の枠を持つ台を用い、台側のクランプに印刷用紙を固定した上で穿孔後の原紙を取り付けた枠を下ろし、活版用のものをヒマシ油で薄めたものまたはアニリンにグリセリンや糖蜜を混合した半液体状のインクをフェルトまたは同様の素材を用いたローラーで原紙に塗布し、無数に開いた原紙の微細な穴を通して印刷用紙にインクを転写するという、のちの謄写器に相当する方法を指定していた。

### ミメオグラフ
さらにエジソンは1880年、「オートグラフィック印刷」のうち、製版方法について抜本的に改良した新しい技法を発明した。これは「原紙（stencil paper）を細かく溝を切った金属のヤスリ盤（finely grooved steel plate）の上に置き、鉄筆（smooth pointed steel stylus）で筆記して製版する」方法で、特許第180857号における印刷方法と組み合わせることを想定していた。エジソンは同年2月17日付で米国特許（第224665号）を取得した。
この鉄筆とヤスリ盤を用いた製版技法に適したワックス原紙は1884年、アルバート・ブレイク・ディック（Albert Blake Dick）が開発した。ディックは原紙の特許を申請する一方、先行して同様の技法を考案し特許を取得していたエジソンに申し出て、米国・シカゴで自らが経営する事務用品販売会社、A・B・ディック社との間で特許第180857号および第224665号に基づく製造販売のライセンス契約を結んだ。
特許第180857号に基づくエジソンのオートグラフィック印刷試作品は金属製であったが、製材業出身のディックは軽量廉価で加工しやすい木材に素材を改め、およそ3年をかけて基本となる資器材一式を商品化した。謄写器本体や資器材の収納ケースを木製とするこの商品スタイルは、のち各国の後発メーカーがそろって模倣した。
発売にあたってディックは、当初案の「コピーグラフ」に代わり、友人が提案した「物まね」の意を含む「マイム」（mime）の語を元に「ミメオグラフ」（Mimeograph）と命名して商標を登録。さらに特許保有者で知名度も高いエジソンの名を冠した「エジソン＝ミメオグラフ」（Edison-Mimeograph）の商品名で1887年から製造販売を開始した。ミメオグラフは鉄筆やヤスリ盤、木枠付きスクリーンを備えた印刷器（A・B・ディック0型謄写器）、ローラー、インク、原紙、原紙用修正液など印刷に必要な資器材一式を木箱に収めたセットで、謄写版の完成形となった。
さらにA・B・ディック社は1888年、ニューヨーク州のジョン・ブロドリック（John Brodrick）が考案した、新しい原紙の特許（第377706号）を買い取った。これは従来の鉄筆用原紙より丈夫な、タイプライターの打刻による製版を目的とした原紙で、当時欧米でデンタルペーパーと呼ばれた薄手の和紙またはそれに類する多孔質素材を用いるものであった。A・B・ディック社はこの特許に基づき、新たにタイプライター用原紙を発売。1894年には製版専用機をうたったタイプライター（エジソン＝ミメオグラフタイプライター1型）を関連商品として発売した。
ミメオグラフの累計出荷台数は1892年には8万セット、1899年には20万セットを超えて国内外で急速に普及。「ミメオグラフ」は謄写版印刷を示す世界的な一般名詞となり、米英語で"mimeo"は謄写版印刷を行う意の動詞ともなった。

### サイクロスタイルと自動謄写器
一方、英国ではハンガリー出身のデイビット・ゲステットナー（David Gestetner）が1881年、「サイクロスタイル・ホイール・ペン」（Cyclostyle wheel pen）を考案して特許を取得した。
ペン先には1インチあたり140個（140dpi）相当の細かい歯を持つ微小な鉄製の歯車を取りつけていて、金属板上にセットされた木枠に挟んで固定したワックス原紙に微細な穴を穿孔して製版したのち、謄写器の木枠に原紙をセットしインクローラーを用いてインクを圧着印刷するもので、製版器具の違いを除けばミメオグラフとほぼ同様の謄写版印刷技法である。ゲステットナーは器具に改良を加えた「ネオ・サイクロスタイル」の製造販売を1884年に始め、1890年代後半まで、木箱に用品一式を収めたミメオグラフに類似したセット形式で発売した。
さらに1891年、ゲステットナー社は謄写器の動作を自動化した自動謄写器「オートマチック・サイクロスタイル」（Automatic Cyclostyle）の発売を開始した。これは3つのローラーの回転に連動してその下を謄写器の枠と刷り台が往復するもので、1つ目のローラーがすくい取ったインクを別のローラーで均一に伸ばしつつ、3つ目のローラーで謄写器のスクリーンにインクを塗布し、紙に圧着転写。1往復すると枠が自動で跳ね上がる仕組みであった。この機構はまもなく登場した輪転謄写機考案の基礎となった。
A・B・ディック社とゲステットナー社は1893年、タイプライター用原紙と自動謄写器に関するそれぞれの特許を共有することに合意し、互いの製版面、印刷面の弱点を補う形となった。ゲステットナー社からはネオサイクロスタイルに代わる製版手段としてタイプライター用原紙が、A・B・ディック社からは手動の平台謄写器に代わる印刷手段として、オートマチック・サイクロスタイルと同じ機構の自動謄写器「ミメオグラフ・プレシーズ」（Mimeograph presses）がそれぞれ発売された。

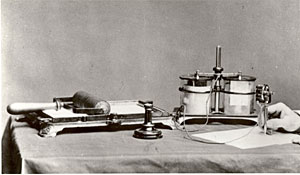
1875年にエジソンが考案したオートグラフィック印刷（米国特許第180857号）の用具一式。ローラーで原紙にインクを塗布して印刷を行う可動枠付き印刷台（写真左）が謄写器の原型となった。
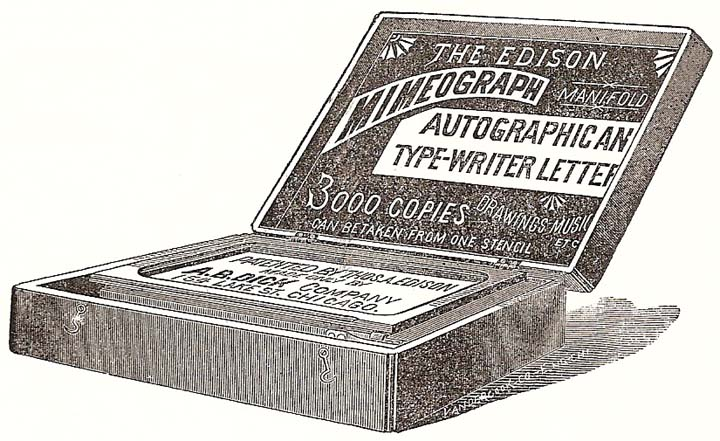
A・B・ディック社が商品化した「エジソン＝ミメオグラフ」の初期の広告（1889年）。1枚の原紙から3000枚の印刷が可能とうたった。
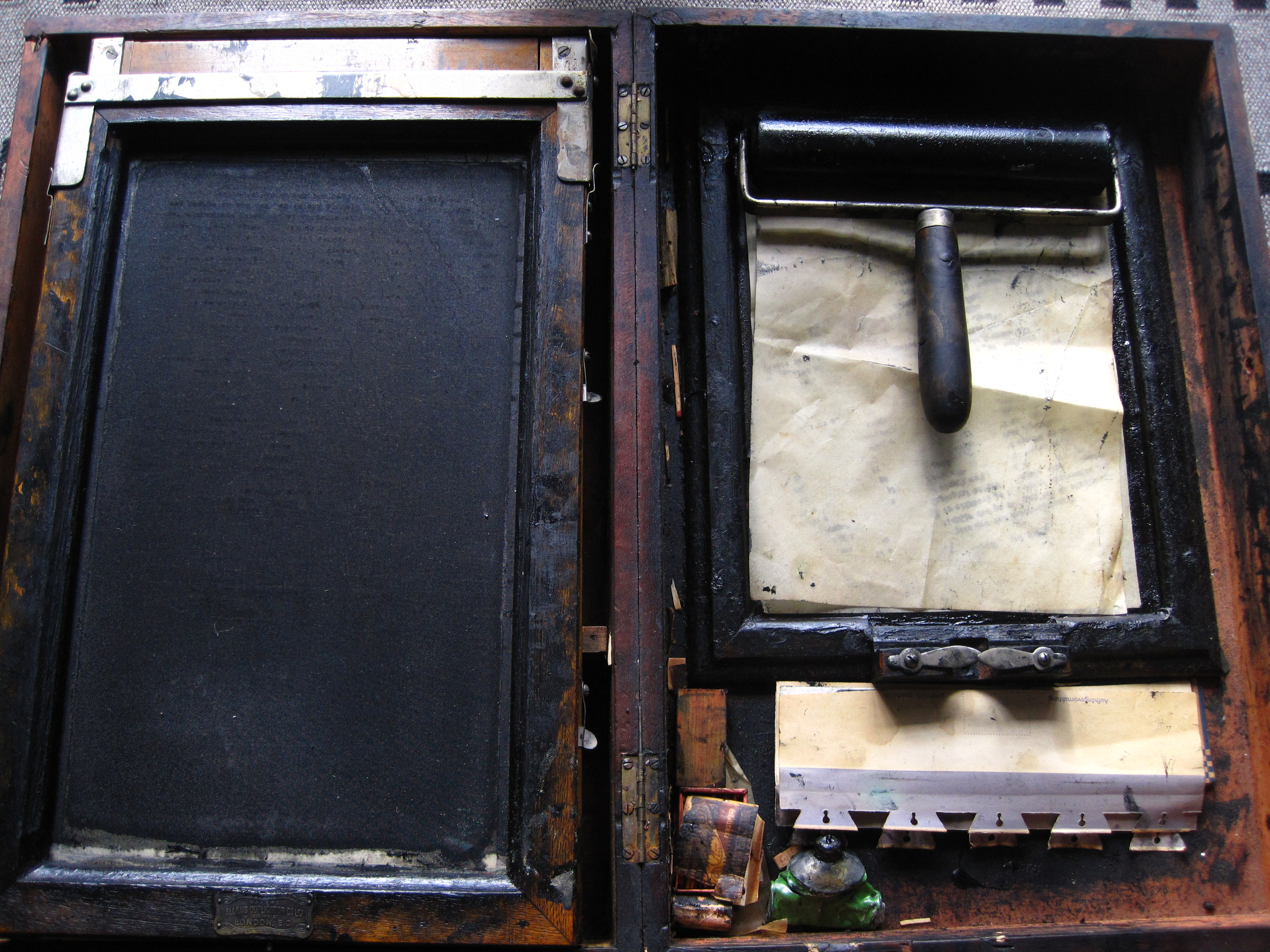
北ベルゲン郡教育委員会で使用されていたミメオグラフのセット一式（ノルウェー・ライカンゲル市）
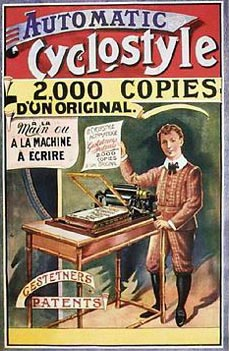
1891年に発売を開始した自動謄写器「オートマチック・サイクロスタイル」を宣伝するフランスでのゲステットナー社広告。
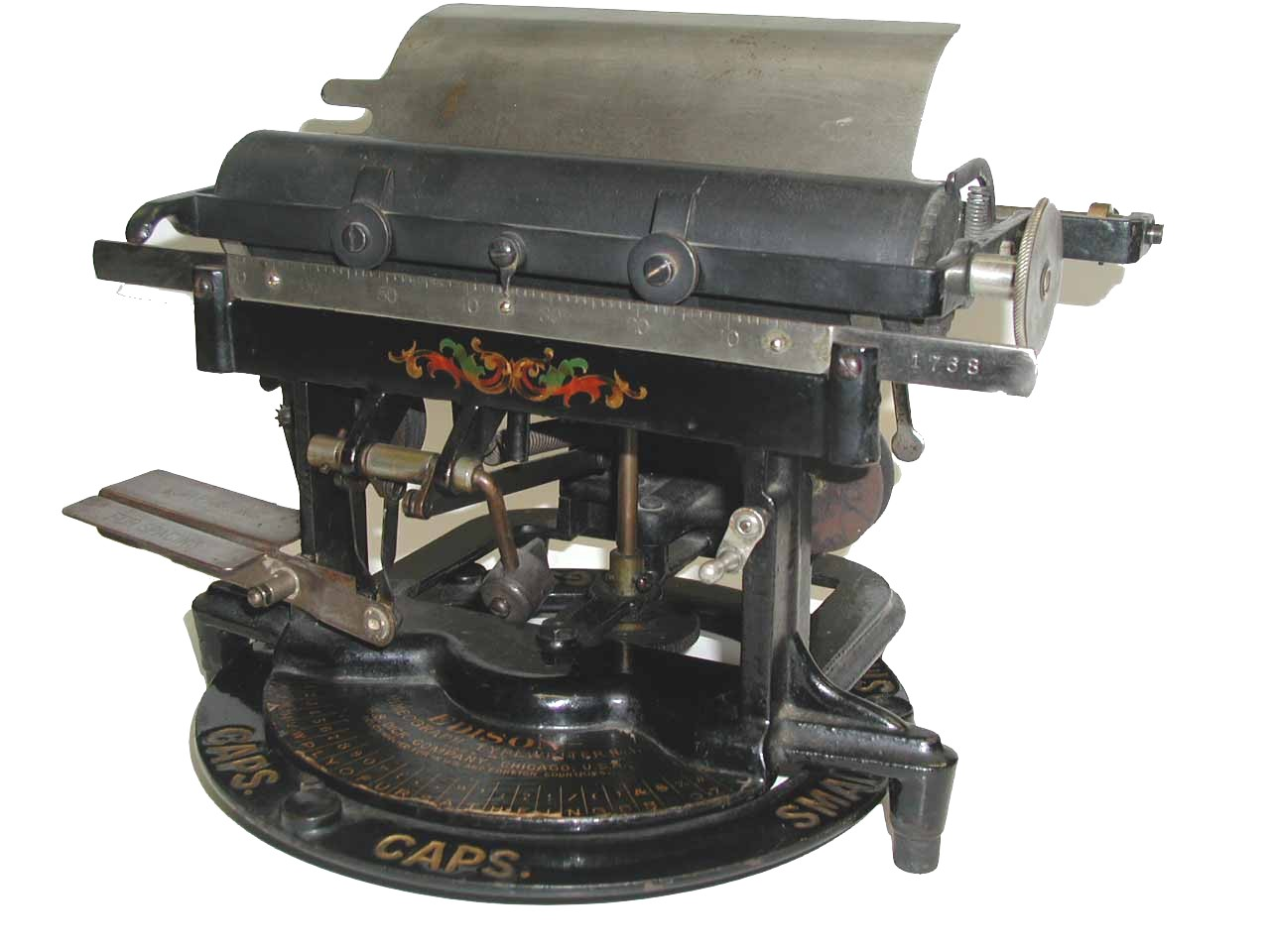
A・B・ディック社が1888年に特許を買い取って開発した「タイプライター用原紙」の関連商品として発売したエジソン＝ミメオグラフタイプライター1型（1892年発売）

### 輪転謄写機と謄写版の普及
ゲステットナー社から独立したオーガストス・デイビット・クラバーが創業したネオスタイル社（のちのロネオ社）は1898年、謄写器の工程を抜本的に見直し、それまで跳ね上げ式の枠に固定されていたスクリーンと原紙をインク供給機構を持つドラム側に固定して共に回転させることで、ローラーによるインク塗布と枠を上げ下げする工程を完全に省いた、単胴式の輪転謄写機「ロータリー・ネオスタイル」（Rotary Neostyle）を発売。A・B・ディック社も1900年から類似の単胴式輪転謄写機「ロータリー・ミメオグラフ」（Rotary Mimeograph）を発売して追随した。
一方ゲステットナー社は1901年、謄写器の枠の中でローラーを前後に動かしスクリーンにインクを塗布する動作を、インクを供給する機能を持つ2本のローラーに連動してスクリーンが共に回転する動作に置き換えた、複胴式輪転謄写機「ロータリー・サイクロスタイル」（Rotary Cyclostyle）を開発した。
輪転謄写機の完成で印刷効率は向上し、A・B・ディック社のロータリー・ミメオグラフ75型（1909年発売）の場合、1枚の原紙から品質を損なわず2000枚、毎分40～50枚の印刷が可能とうたった。
こうした謄写版の技術革新の結果、これまで多額の資本投下による本格的な印刷設備の整備と熟練の植字工・文選工が不可欠であった高速印刷が、低コストで簡便に行えるようになり、類似した印刷器具を製造販売する後発業者が続出。謄写版は代表的な軽印刷技術として世界中に普及した。1917年のロシア革命における革命運動家の活動に大きく寄与したほか、第二次世界大戦中の欧州戦線ではレジスタンスによる地下新聞の発行にも活躍した。
日本では、1893年にA・B・ディック社の地元で開催されたシカゴ万博を視察した堀井新治郎が、翌1894年1月、ミメオグラフの機構をコピーした自作の印刷用品セットに「謄写版」と命名し、自身の発明品とうたって発表。ミメオグラフに倣った「ミリアグラフ」（Myriagraph）の商品名で同年7月から販売するとともに、国内で特許を申請し1895年に取得した。当時の日本はまだ工業所有権の保護に関するパリ条約に加盟していなかった。

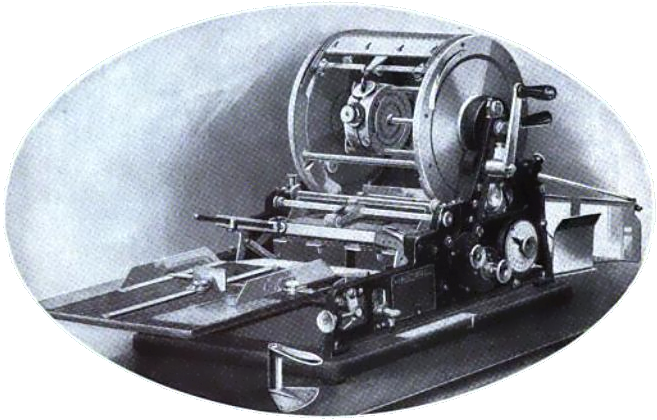
輪転謄写機を開発したロネオ社や後続のA・B・ディック社は単胴式をとった。A・B・ディック社製で初めて電気モーターを搭載したミメオグラフ78型単胴式電動輪転謄写機（1925年～1930年発売）。
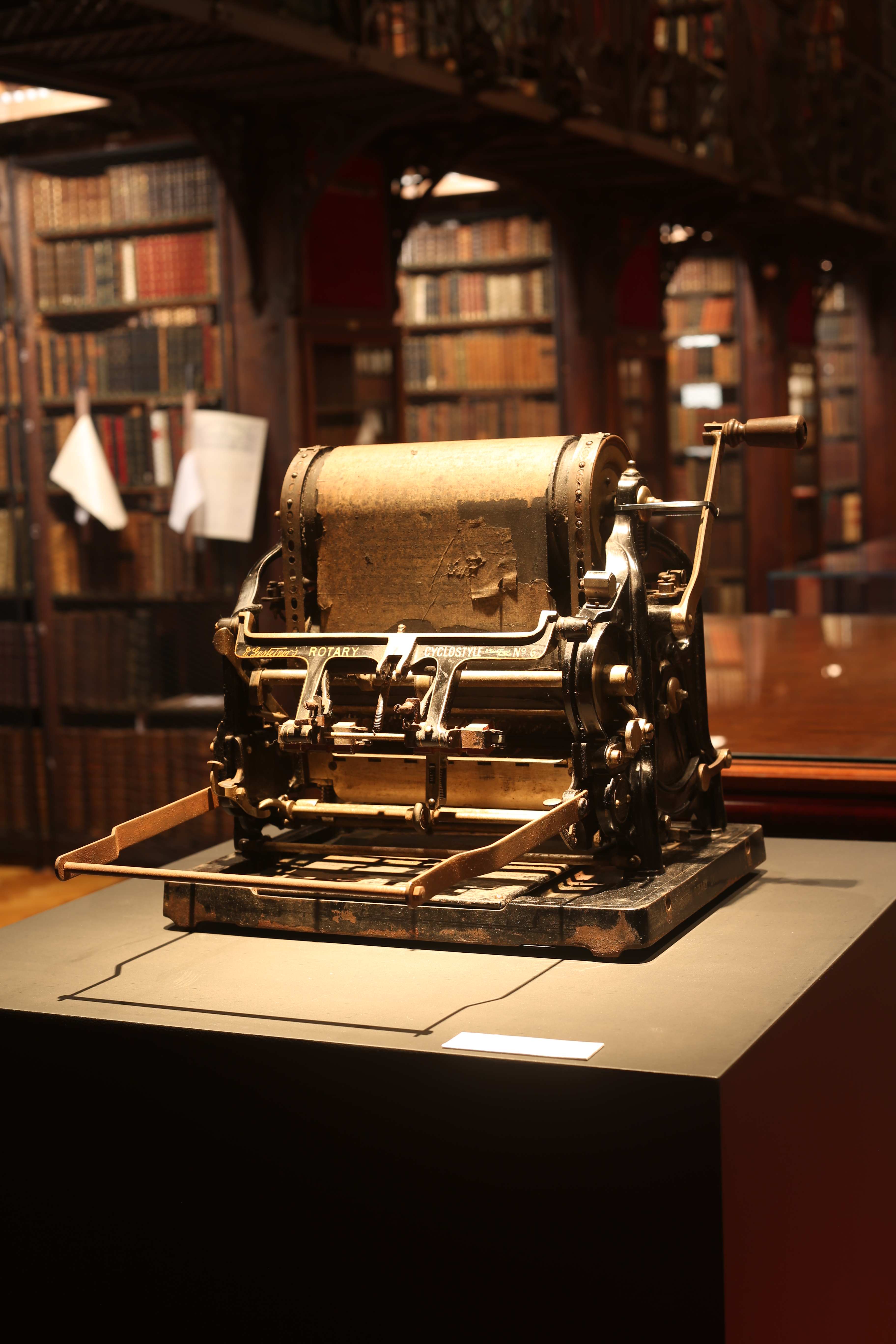
ゲステットナー社は複胴式の輪転謄写機を開発した。スクリーンに原紙が張り付いたまま保存されているロータリー・サイクロスタイル6型輪転謄写機（1902年発売開始）。上下2つのドラムに連動してスクリーンが回転。6型では回転に連動した自動給紙機能も完成した（ヘンドリック・コンサイエンス遺産図書館、ベルギー）
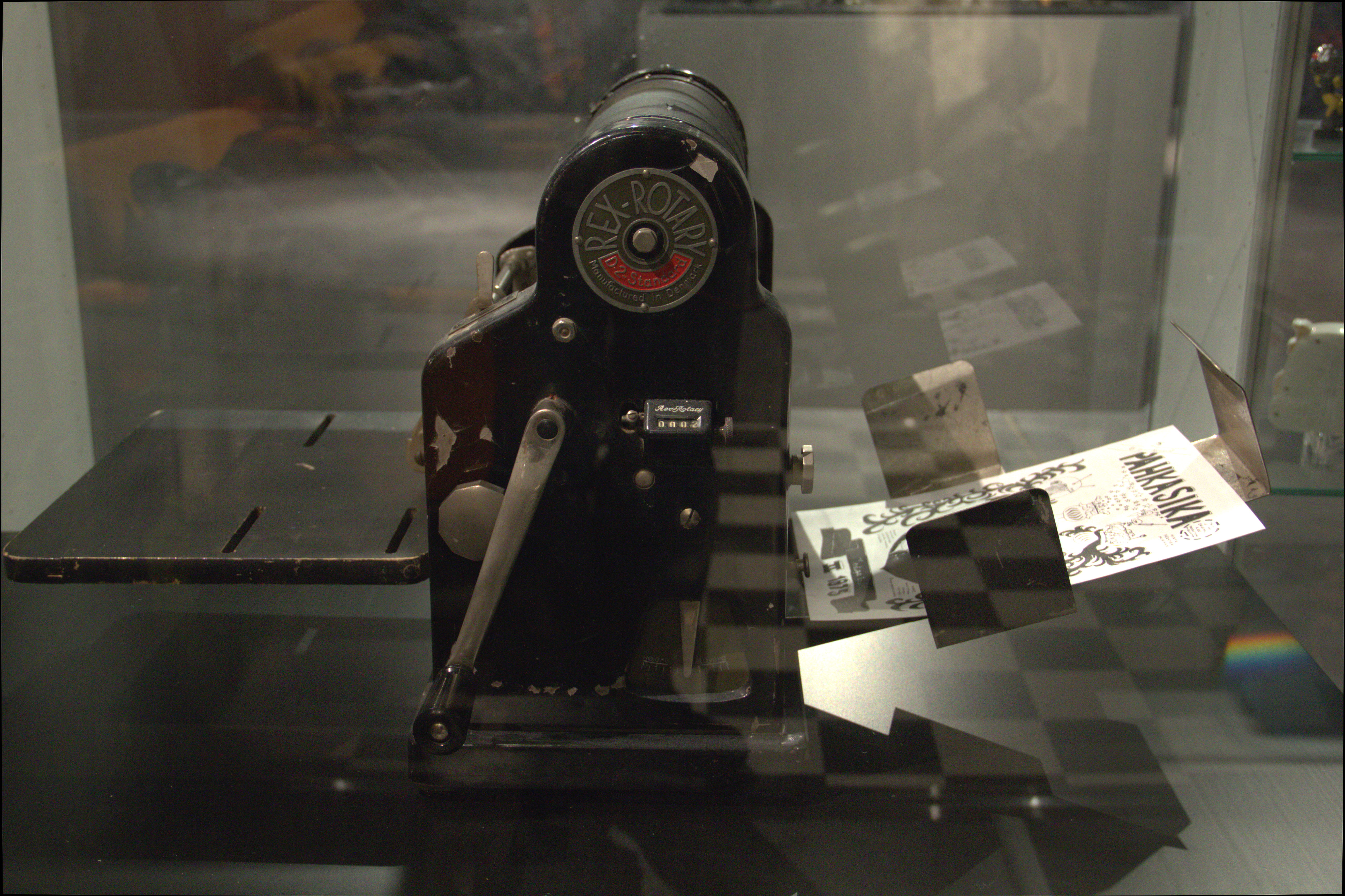
レックスロータリー（デンマーク）初期のD-2型複胴式輪転謄写機（ルプリッキメディア博物館、フィンランド）
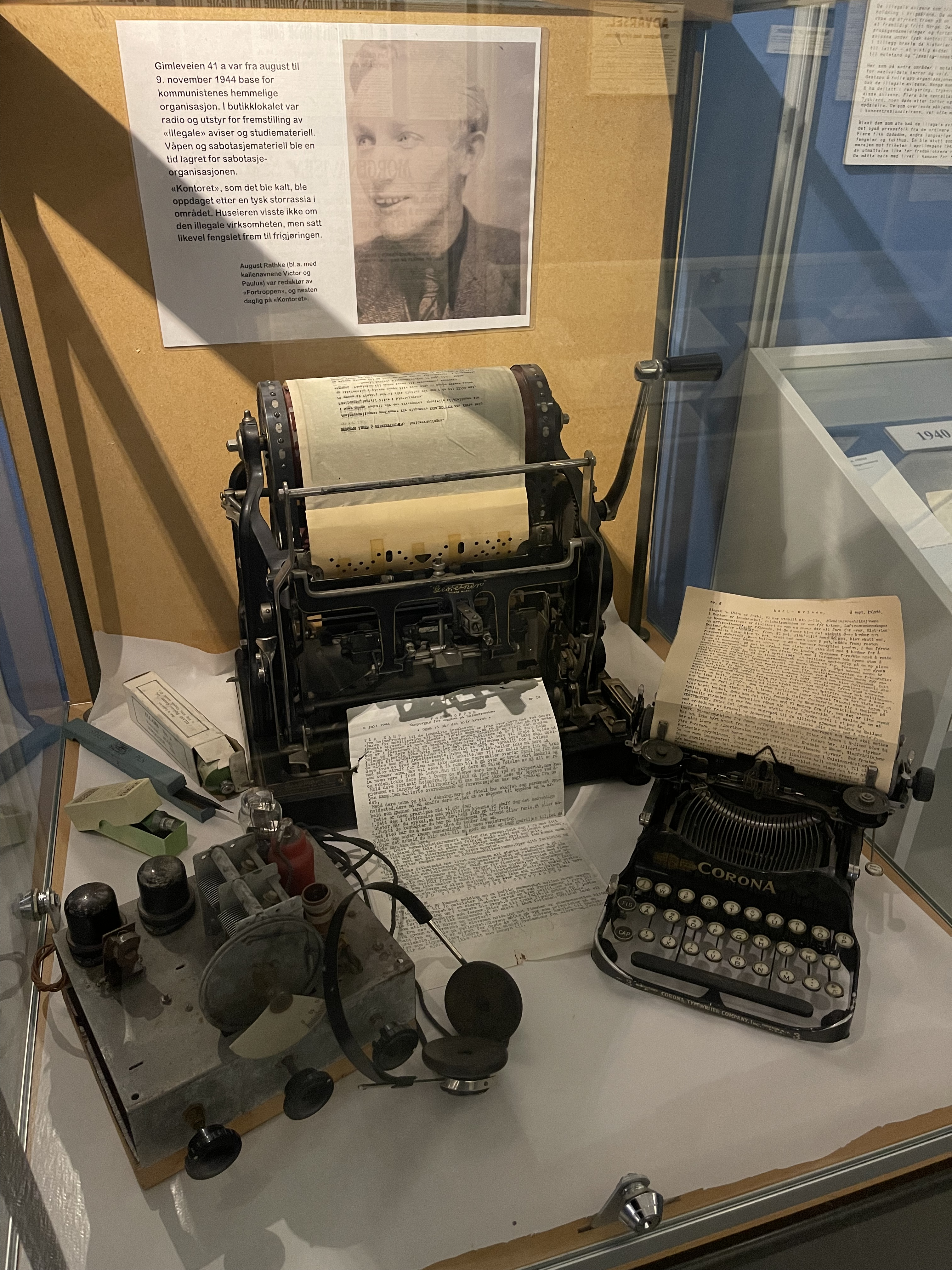
第二次世界大戦中にノルウェーのレジスタンスリーダー、アウグスト・ラトケ（1925年-）が地下新聞発行に使用していたゲステットナー製輪転謄写機や無線機などの資器材（ノルウェー・ベルゲンフス要塞博物館）
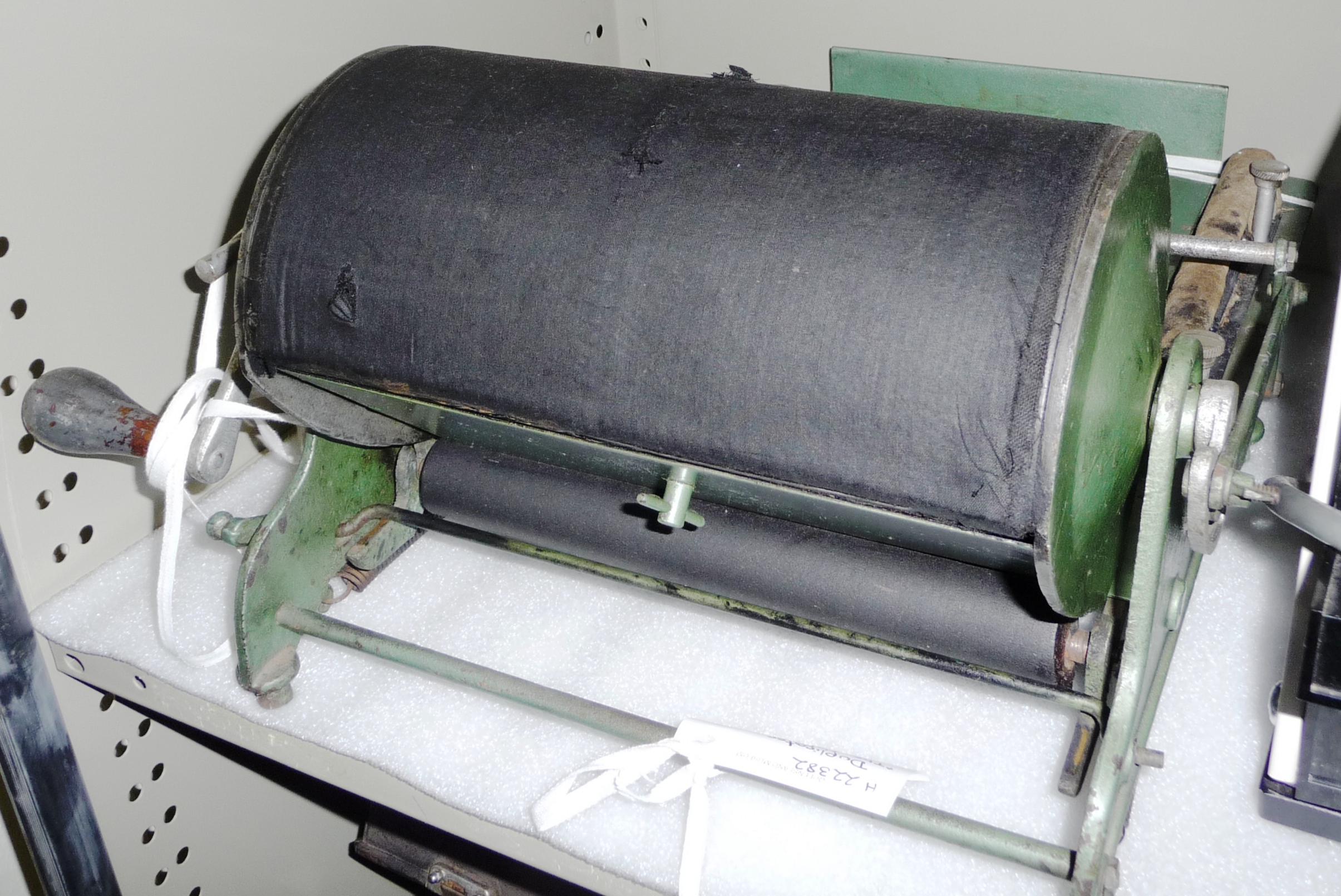
オーストラリア・ブリスベン市内で印刷と文具販売を手がけていたジャクソン＆オサリバン社（現・ワトソンファーガソン）が第二次世界大戦中に製造したザ・ナショナル単胴式輪転謄写機。ドラム表面のインクバッドが残る（クイーンズランド博物館）

### 製版技術の進展と謄写ファックスの登場
A・B・ディック社のタイプライター用原紙を皮切りに、欧米では19世紀末にはタイプライターによる製版が一般化し、見出しや図、挿絵などの鉄筆による手製版と併用された。また1920年代には原紙の改良で、それまで製版前に必須だった原紙を湿らせる作業が不要になった。
のちには第二次世界大戦後に普及した筆記具のボールペンを鉄筆代わりに用いて簡便に製版する「ボールペン原紙」や、紙原稿を赤外線で反射投影して感熱紙に複写する米国3Mの感熱複写機「サーモファックス」（Thermofax、1950年発売開始）などを使用し、熱によって原紙のワックスを溶解して製版する感熱製版も出現した。
1956年、画像を電子信号に変換するファクシミリの技術を応用した電子謄写製版機（electrostencil machine）が登場し、日本では製版機およびこの製版方法による謄写印刷全般に対して「謄写ファックス」と呼んだ。装置にはモーターで高速回転するドラムが設けられ、その一端に紙の版下、他端にカーボンブラックを混ぜて導電性を持たせた塩化ビニル製または紙製の「電子謄写原紙」を巻き付けて回転。版下側では光電管で紙の黒白を読み取って電気信号に変換し、原紙側ではこの電気信号に従って針から原紙に放電して生じる電気スパークによって穿孔製版した。
日本では、和文タイプライターによる謄写印刷（タイプ印刷）が印刷業を除き一般ではほとんど行われなかったため、20世紀後半に入ってもなお19世紀のミメオグラフ登場時と同様に鉄筆で原紙を切る手製版の「ガリ版」印刷が主流であったが、レックスロータリー社（デンマーク）製電動輪転謄写機の日本代理店だった事務用品販社・文祥堂（東京都中央区）が1964年ごろから輸入を始めた同社製電子製版機「エレクトロレックス」（ELECTRO-REX）などを皮切りに、紙に鉛筆やペンなどで筆記したものや既存印刷物を貼り合わせた版下がそのまま即座に製版できる簡便性が評価され、1970年代にかけて大量の印刷物を必要とした企業や官公庁、学校を中心に広く普及した。
謄写ファックス製版機は1970年代、外国各社の製品に加え、国内の印刷機械・電気メーカー各社からも次々と発売され、ゲステットナーやレックスロータリーのほか、ゲーハー（Geha）、ロネオ（Roneo）などの外国製や国内各メーカー製の電動輪転謄写機との組み合わせで広く用いられた。

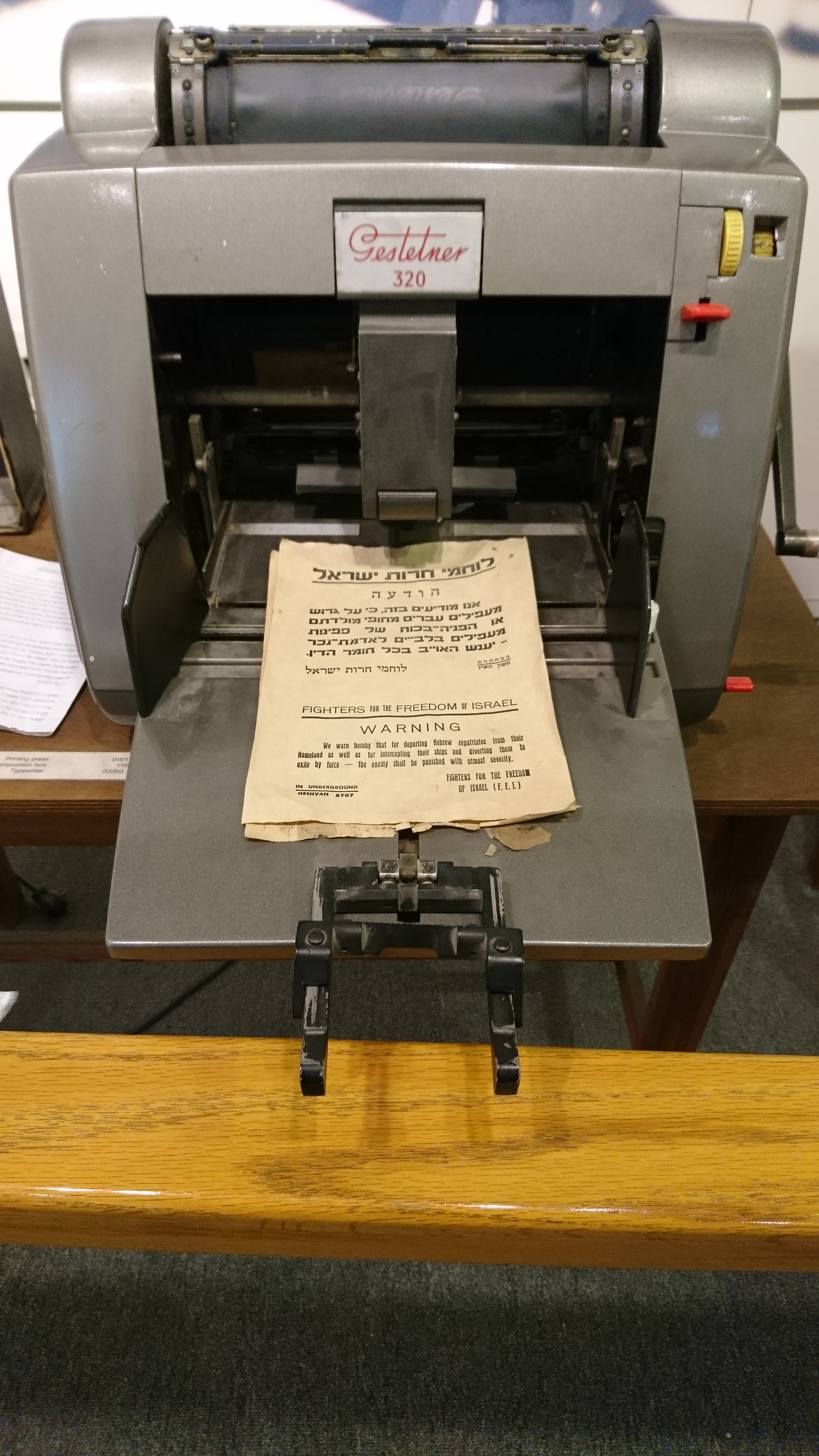
1955年発売のゲステットナー320型電動輪転謄写機（レヒ博物館、イスラエル）
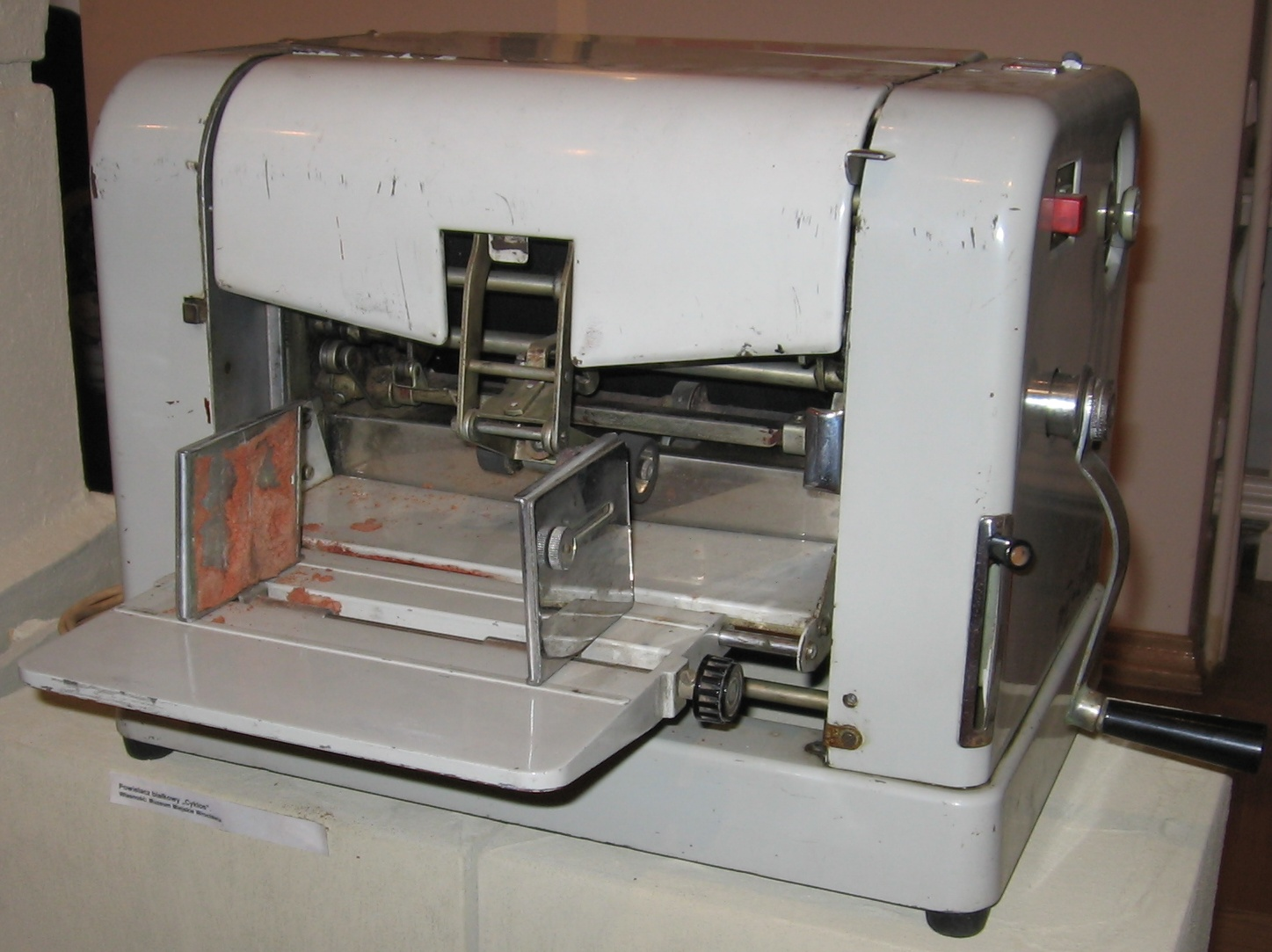
戦後の東側諸国を代表するチェコスロバキアの輪転謄写機メーカー、シクロス労働者協同組合（現・シクロスホルチーツェ）製のシクロスM12型電動輪転謄写機（1960年代）。
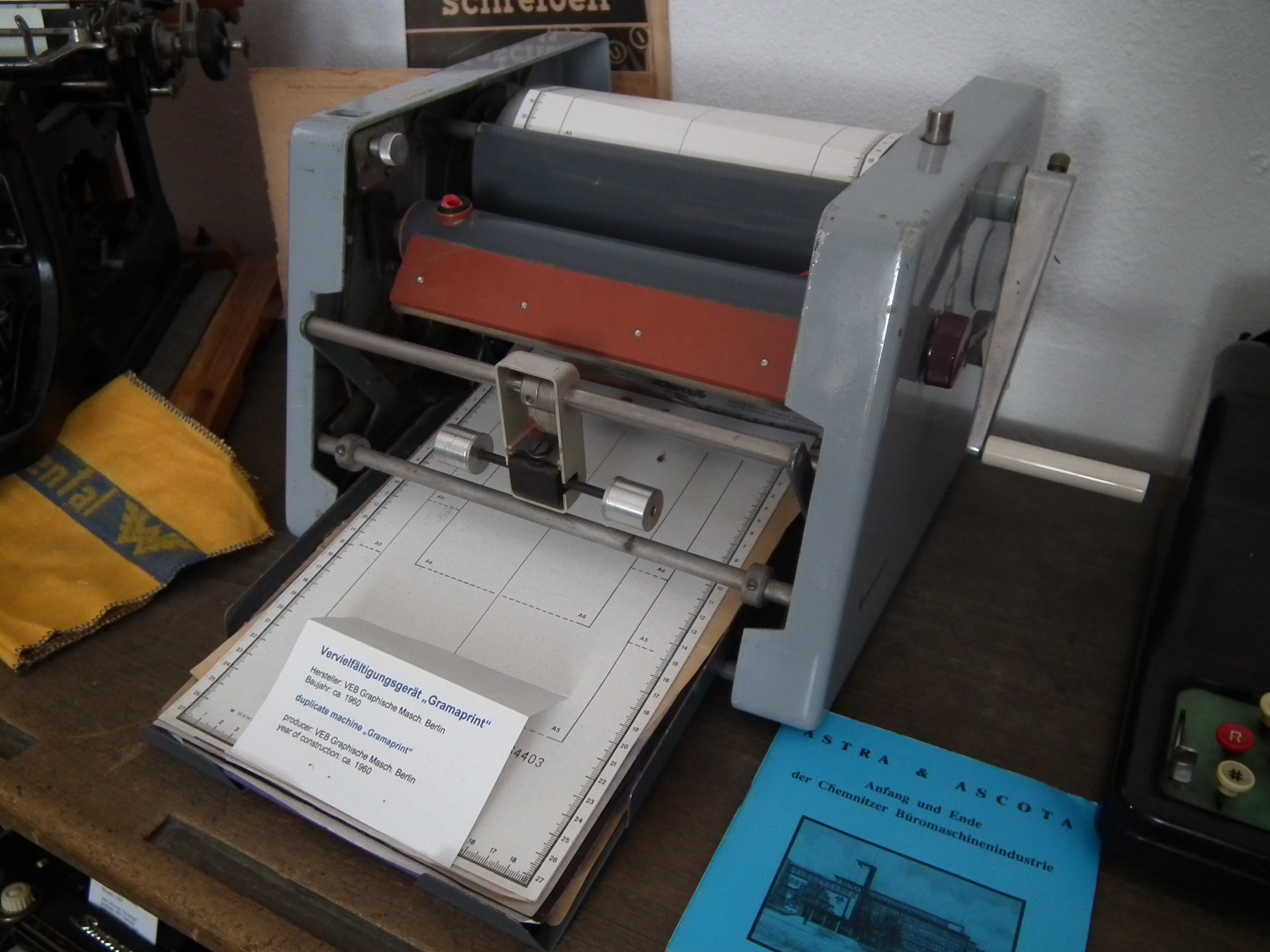
東ドイツの輪転謄写機メーカー、グラフィック機械国営会社（のちグラマプリント国営会社、1969年解散）のグラマプリント230型A4電動輪転謄写機（エーバースドルフ学校博物館、ドイツ）。同シリーズのA3判用輪転謄写機は軍用指揮車両の指定装備品にもなった。
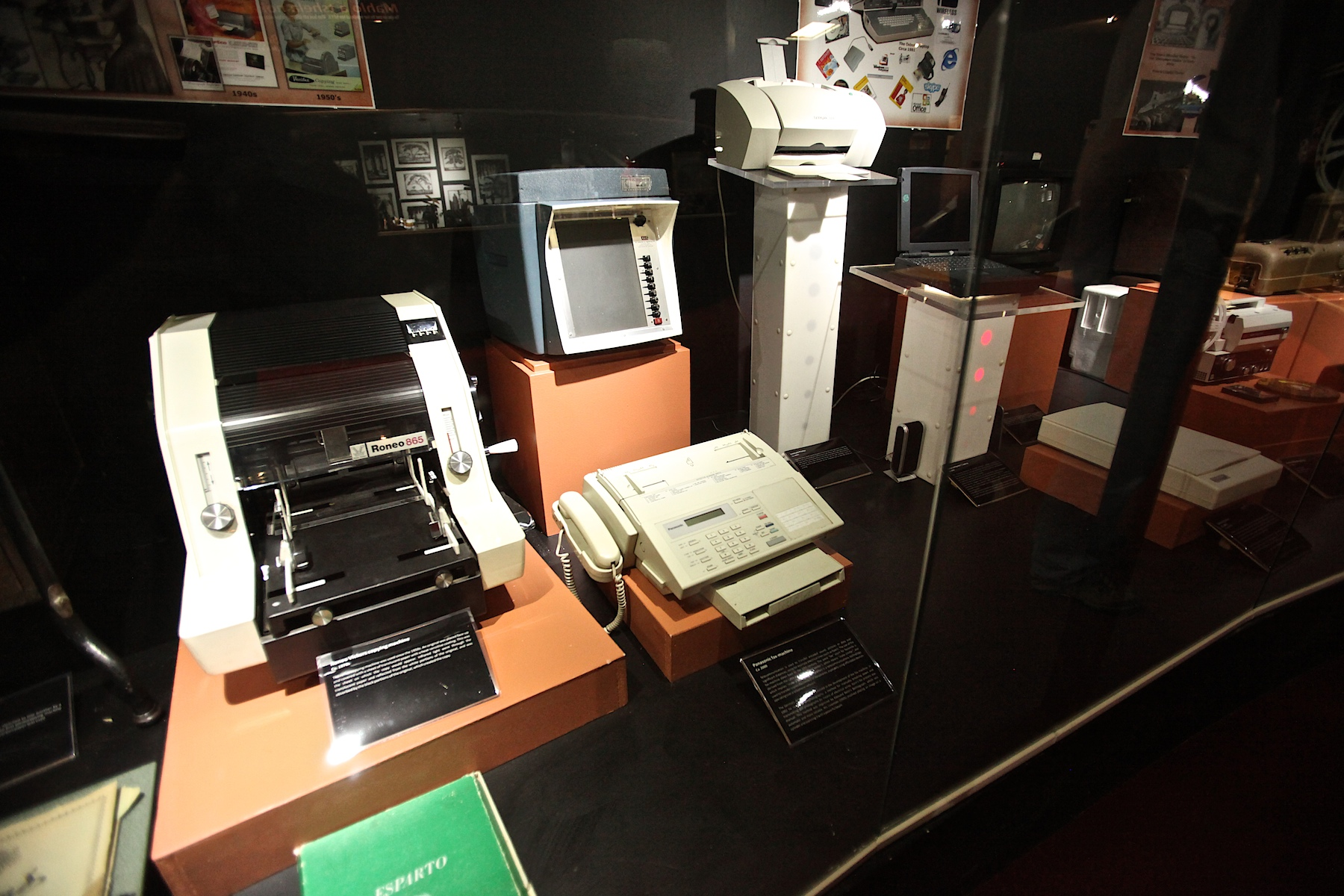
1967年発売開始のロネオ865型電動輪転謄写機（左端、南アフリカ国立文化歴史博物館）
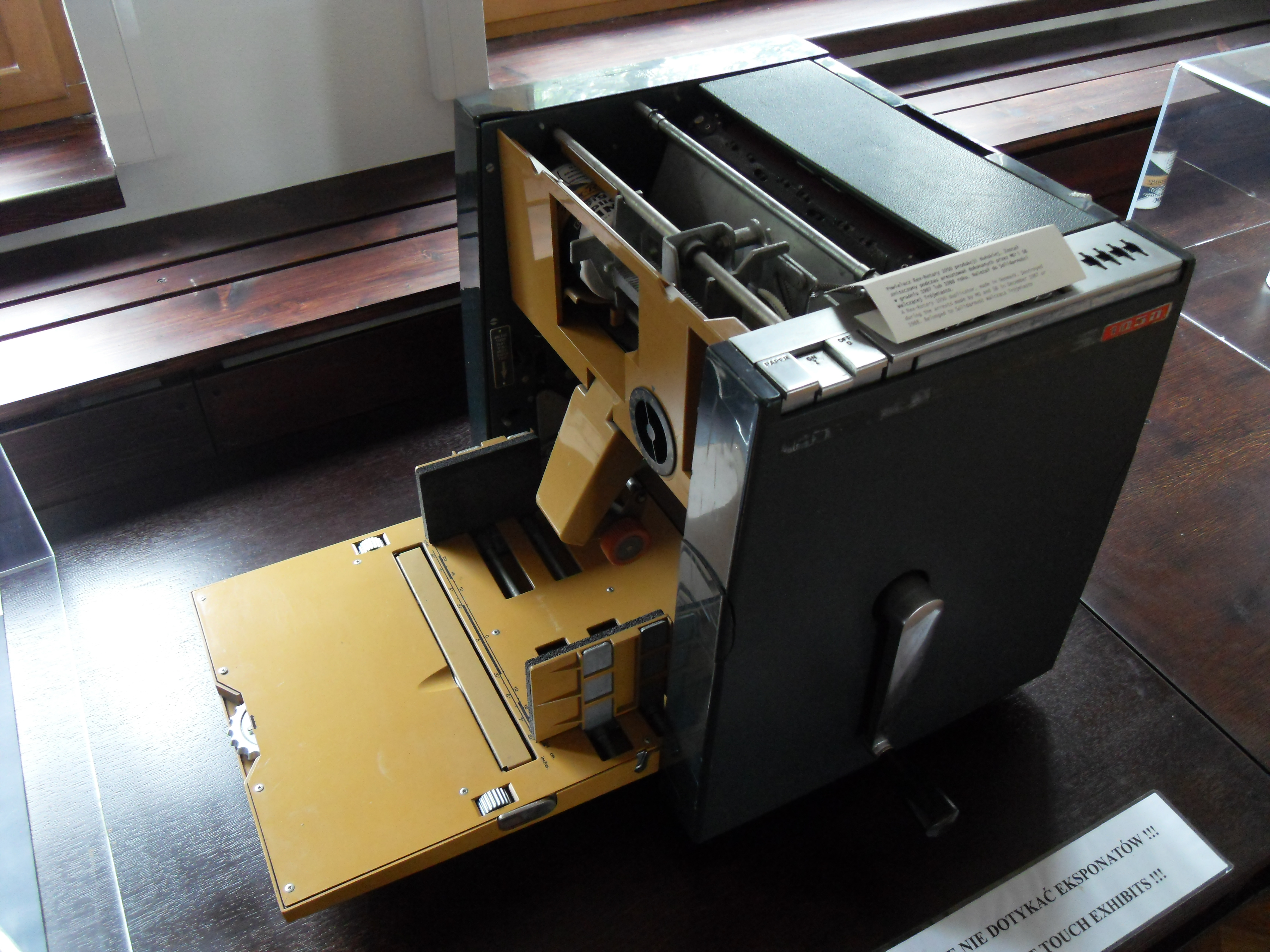
レックスロータリー1050型電動輪転謄写機（デンマーク、1971年発売）。末期の輪転謄写機はキュービックスタイルが一般的だった。自主管理労組「連帯」が1980年代に西側から密輸して地下活動に使用したもの（グダニスク造船所BHPホール、ポーランド）
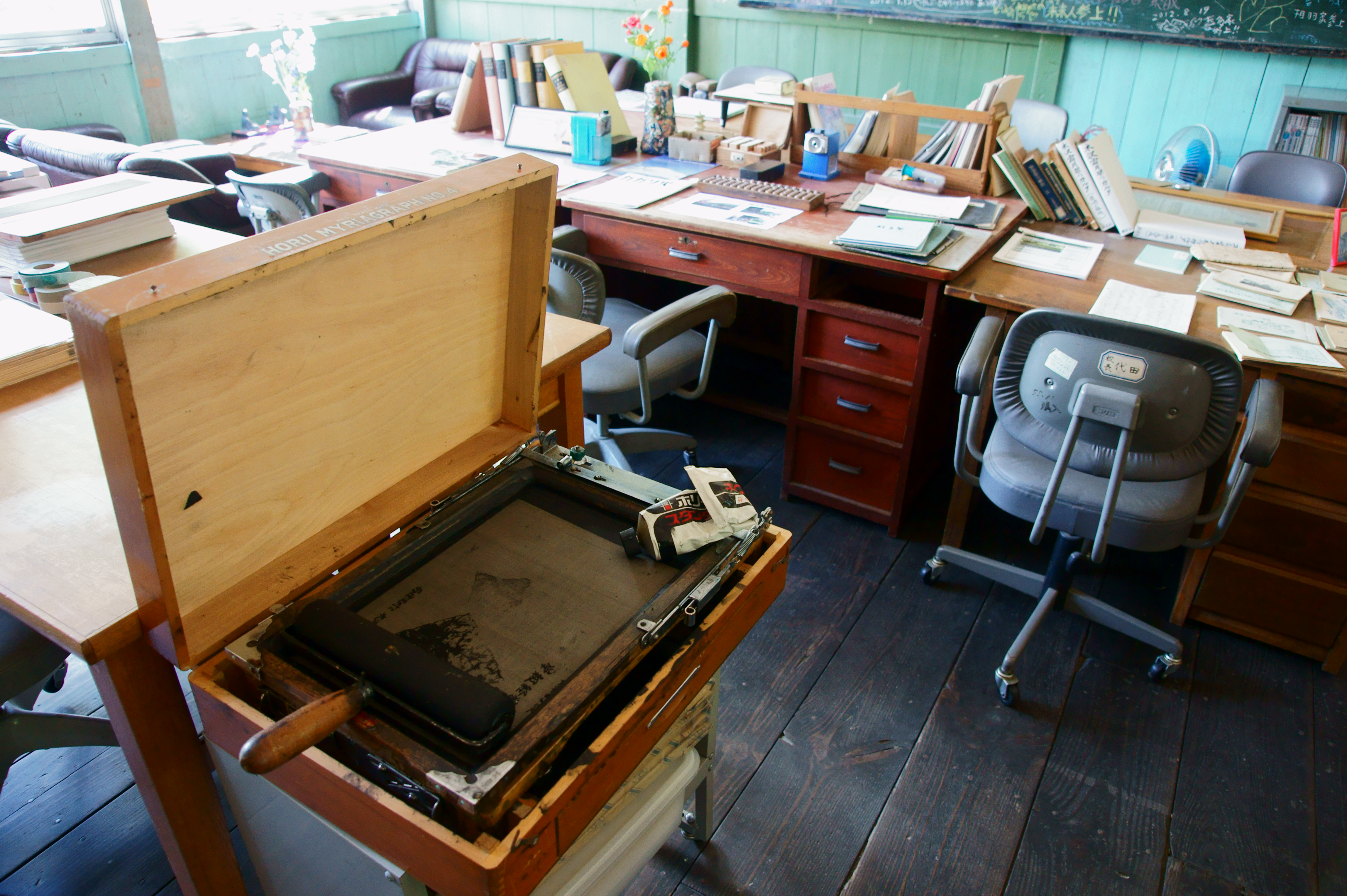
日本では謄写ファックスが普及する1970年前後まで、ミメオグラフ登場時の1880年代と同じ鉄筆による手書き製版が主流だった。1987年まで製造販売されたホリイの「ミリアグラフ」（旧木沢小学校校舎、長野県飯田市）

### 衰退と消滅
謄写版は1960年代後半から、事務用PPC複写機の普及に伴い、スピリット複写機など他の軽印刷技術や感熱複写機とともに衰退した。需要の激減に伴って原紙をはじめとする資器材の商業的な生産と流通が途絶したことから、事実上過去の技法となった。
日本では欧米に比べPPC複写機の普及が比較的遅かったため、主に謄写ファックス印刷の形で、日本国内で特異に普及していたジアゾ複写機（青焼き）とともに1980年代半ばまで用いられ、のちPPC複写機や、PPC複写機並みの簡便な操作で製版印刷が行える事務用のデジタル孔版印刷機に移行した。

## 主要メーカー

### アメリカ

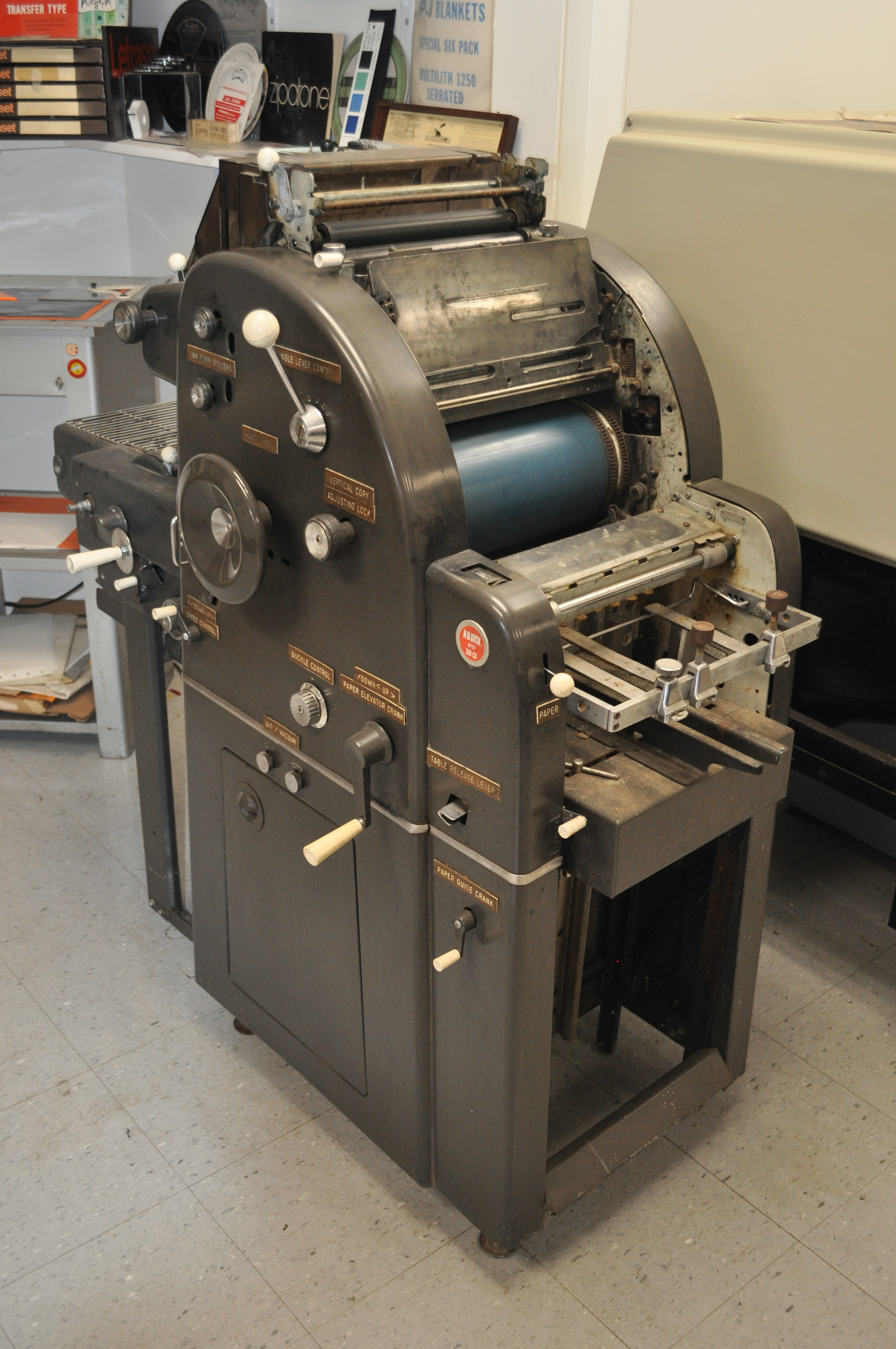
A・B・ディック社は多数の輪転謄写機に並行して小型オフセット印刷機のベストセラーも生み出した（A・B・ディック360型オフセット印刷機）

- A・B・ディック（A.B. Dick Company） - アルバート・ブレイク・ディック（Albert Blake Dick、1856年－1934年）が1883年、製材所としてシカゴに開業した後、すぐに事務用品製造販売業に転換。エジソンとのライセンス契約のもと、ミメオグラフおよび鉄筆や原紙など謄写版印刷関連用品を供給し、20世紀の米国を代表する印刷・事務用品メーカーの1社に成長した。1900年には単胴式輪転謄写機「ロータリー・ミメオグラフ」を発売。同社製ミメオグラフはのち、代理店契約を結んだ内田洋行によって日本にも輸入された。ディックとエジソンの方針に基づき、A・B・ディック社は自社製謄写製品による印刷の許諾条件として、自社以外の原紙や印刷用紙、インク製品の使用を禁止。この是非についてユーザーとの間で争った訴訟でも1912年に勝訴したが、これは価格差別や抱き合わせ取引、排他取引などを禁止した1914年の「クレイトン法」成立の引き金の一つとなった。1926年にイリノイ州ナイルズに本社移転。謄写版に並行してより簡便なスピリット複写機の製造販売も手がけたほか、オフセット印刷機も数多く製造販売し、特にA・B・ディック350型および同360型オフセット印刷機は、ITEKグラフィックス製プレート製版機との組み合わせで1960年代から1980年代にかけての米国の軽印刷業界に好んで用いられるベストセラーとなった。のち英国の電器メーカー子会社を経てナショナル・エレクトリック・シグナリング・カンパニー（NESCO）の地域事業会社となり、2004年に清算。第12代米空軍長官のジョン・ステットソンは、長官就任の1977年まで同社の社長だった。

### イギリス
- ゲステットナー（Gestetner） - 1881年にサイクロスタイルを考案したデイビット・ゲステットナー（1854年－1939年）が"Gestetner Cyclograph Company"としてロンドンに設立。1906年にはロンドン北部のトッテナム・ヘイルにゲステットナー工場を開設。1891年の自動謄写機「オートマチック・サイクロスタイル」に続き、1901年には複胴式輪転謄写機「ロータリー・サイクロスタイル」を開発。以後数多くの輪転謄写機を発売し、各国に供給する国際サービス網を確立した。1990年代まで従業員数千人の規模を維持し、153カ国で活動した。工業デザイナーの草分けとして知られるレイモンド・ローウィがデザインした、ゲステットナー66型輪転謄写機は同社の輪転謄写機を代表する製品となり、現在大英博物館に収蔵されている。1995年、グループ中心企業のインターナショナル・ゲステットナー社がリコー子会社となり、レックスロータリーなどとともにNRG Group PLCに統合された。2007年にRicoh Europeに改称。欧州、北アフリカ、中東を営業エリアとしてリコーが製造するリコー、ゲステットナー、レックスロータリー、サビン、ラニエールなどの各ブランドのプリンター・複写機製品を販売している。
- ロネオ（Roneo） - ゲステットナー社の社員でネオ・サイクロスタイル製品の北米営業担当だったオーガストス・デイビット・クラバー（Augustus David Klaber）が独立して1893年、ネオスタイル社（Neostyle Company）として米国ニューヨークで創業した。当初、オートマチック・サイクロスタイルに類似したオートマチック・ネオスタイル自動謄写器を発売していたが、1898年に単胴式輪転謄写機「ロータリー・ネオスタイル」を開発。まもなく古巣のゲステットナー社との間で商標権を巡って争いとなり[14]、"Rotary Neostyle"を略したロネオ（Roneo）に改称した。1907年、英国ロンドンのラムフォードに新工場を建設。「ロネオ」はミメオグラフとならんで謄写版の代名詞となるほどの世界的な謄写機メーカーに成長した。ラムフォード工場は1962年にノーフォーク州ノリッジに移転するまで、数多くの手動および電動の輪転謄写機を製造。また第一次世界大戦中の英国軍向け弾薬製造や、豪華客船クイーン・メリー号およびクイーン・エリザベス号の内部防火扉の製造も手がけた。1966年にヴィッカースエンジニアリンググループ傘下に入ったのち、1980年以降は仏アルカテル子会社となり、1990年ごろまでロネオブランドのPPC複写機を製造した[15]。

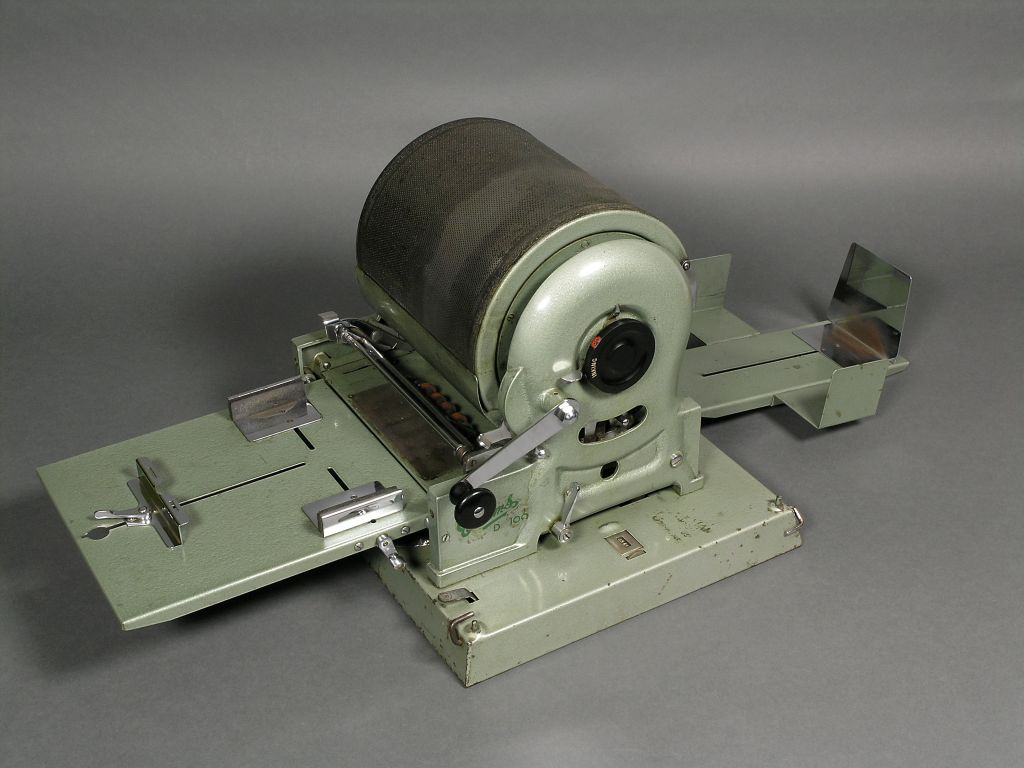
エラムスD100型輪転謄写機（バーミンガム博物館）

- エラムス（Ellams） - 1891年、エラムス謄写機会社としてロンドンに創業。1960年代にかけて平台謄写器および輪転謄写機を製造販売した。

### ドイツ

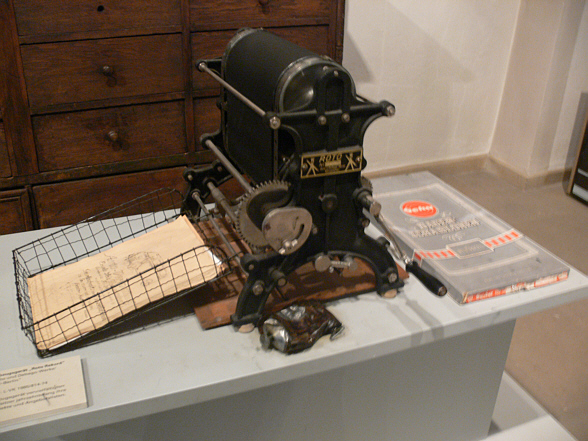
ロトレコード複胴式輪転謄写機。衣料品店の広告チラシや発注リストの印刷に使われていたもの（ヴュルテンベルク州立博物館、ドイツ）

- ロト（Roto） - 1912年、ロト・ウント・デベゴ工業株式会社（Roto- und Debego Werke AG）としてベルリンで創業。のちロト工業株式会社（Roto Werke AG）に改称。ヘルムシュテットに工場を置き、欧州の輪転謄写機メーカーでは最大の対米輸出規模を誇った。1982年に倒産。

### デンマーク
- レックスロータリー（Rex-Rotary） - 1925年創業。手動および電動の輪転謄写機メーカーとしてゲステットナーなどとならび日本など各国に製品を供給した。のちインターナショナル・ゲステットナー社傘下に入った。1995年、リコーによるゲステットナー買収にともないリコー子会社となり、NRG Group PLCに統合された。

### チェコスロバキア
- シクロス（Cyklos） - ハ＝ネク社（HA-NEK）として1928年、プラハに創業。1936年から輪転謄写機「ハ＝ネク・ロータリー」の製造販売を開始し、1949年にシクロス労働者協同組合ウルバニツェ（Cyklos v.d., Urbanice）に転換。1974年の工場移転でシクロス労協ホルチーツェ（Cyklos v.d., Choltice）に改称した。1960年代のM12型をはじめ、1970年代から1980年代にかけてポータブル式のM69型、キュービックスタイルのM206型などを発売し、東側諸国における輪転謄写機の代表的なメーカーとしてトップシェアを誇った。民主化後、シクロス株式会社ホルチーツェに転換し、1997年以降は紙折機など各種印刷仕上げ機器メーカーとして欧米や中近東、アフリカ向けに製品を供給している[16]。

### 日本
- ホリイ（堀井謄写堂、のちホリイ株式会社。1987年印刷用品事業打ち切り、2002年倒産）
- 昭和謄写堂（現・株式会社ショーワ）
- ホース（林商店、のちテクノハヤシ株式会社）
- 萬古（VANCO、現・バンコ株式会社）
- プラス（現・プラス株式会社）
- サカタ（阪田商会、現・サカタインクス株式会社）
- ヴィナス（現・女神インキ工業株式会社）
- ライオン（現・ライオン事務器株式会社）
- 富士（松井謄写版製作所）
- シャチ（大島鑢製作所、のち大島工業株式会社、2017年廃業）- 謄写版用ヤスリ盤メーカー
- 理想社（現・理想科学工業株式会社）- 謄写版用インキ、謄写ファックス製版機メーカー
- 四国謄写堂（現・株式会社四国わがみ）- 謄写版原紙メーカー